# Antarktyda
Antarktyda – kontynent położony najdalej na południe Ziemi, na którym znajduje się geograficzny biegun południowy. Jest położony w rejonie Antarktyki na półkuli południowej, niemal w całości na południe od koła podbiegunowego i otoczony przez Ocean Południowy. Ma powierzchnię 14,2 mln km², jest piątym co do wielkości kontynentem po Azji, Afryce, Ameryce Północnej i Ameryce Południowej, prawie dwa razy większym od Australii. Około 98% Antarktydy pokrywa polarna czapa lodowa o średniej grubości 1,9 km, która rozciąga się do wszystkich, prócz wysuniętych najbardziej na północ krańców Półwyspu Antarktycznego.
Pod względem średnich warunków Antarktyda to najzimniejszy, najsuchszy i najbardziej wietrzny kontynent, ma także najwyższą średnią wysokość ze wszystkich kontynentów. Antarktyda jest uznawana za kontynent pustynny, z roczną sumą opadów równą 200 mm wzdłuż wybrzeża i znacznie mniej w głębi lądu. Temperatura na Antarktydzie spada poniżej −90 °C. Kontynent nie ma stałych mieszkańców, ale w ciągu roku od 1000 do ponad 4000 osób przebywa na stacjach badawczych rozsianych po całym kontynencie. Tylko organizmy przystosowane do zimna są w stanie przetrwać na Antarktydzie, w tym wiele gatunków archeonów, bakterii, grzybów, protistów, niektóre rośliny i niektóre zwierzęta, w tym nicienie, niesporczaki, pingwiny, płetwonogie i roztocze. Zbiorowiska roślinne mają charakter tundry.
Mimo że spekulacje i mity na temat Terra Australis Incognita („Nieznanego Lądu Południowego”) sięgają starożytności, dopiero w 1820 członkowie rosyjskiej wyprawy Fabiana Bellingshausena i Michaiła Łazariewa na okrętach „Wostok” i „Mirnyj” jako pierwsi ujrzeli brzeg kontynentu (ściślej lodowca szelfowego). Przez resztę XIX wieku pozostał on w dużej mierze niezbadany, ze względu na nieprzyjazne środowisko, brak dostępnych zasobów naturalnych i izolację.
Antarktyda jest zarządzana wspólnie przez państwa, które mają prawo głosu w ramach systemu Układu Antarktycznego. Układ został podpisany w 1959 przez 12 państw; obecnie obejmuje już 54 sygnatariuszy, w tym Polskę. Zakazuje on działań wojskowych i wydobycia surowców mineralnych, prowadzenia prób jądrowych i składowania odpadów jądrowych, wspiera badania naukowe oraz chroni faunę i florę kontynentu. Badania naukowe są prowadzone przez ponad 4000 naukowców z wielu krajów.

## Pochodzenie nazwy Antarktydy

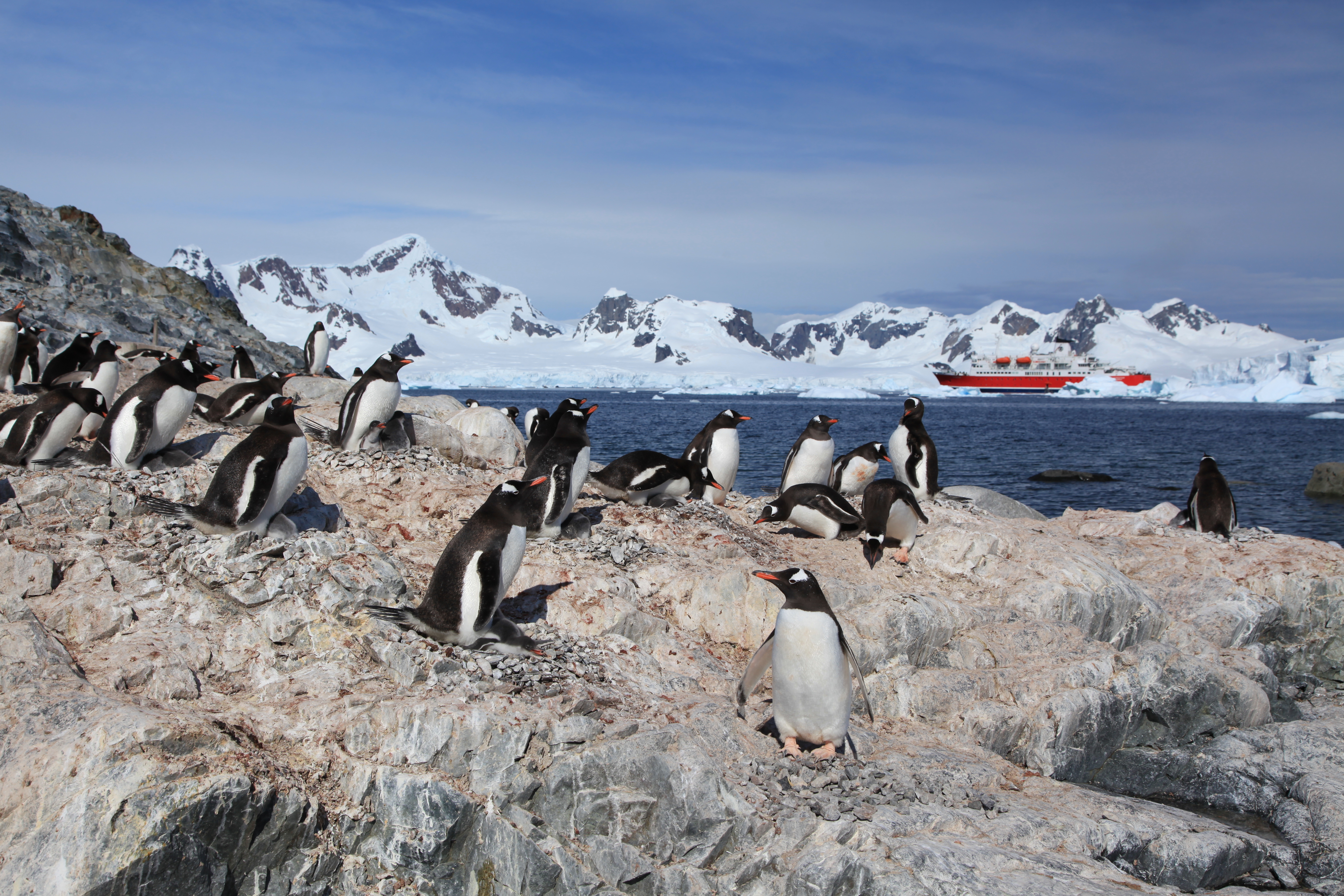
Pingwiny białobrewe w krajobrazie typowym dla Półwyspu Antarktycznego

Nazwa „Antarktyda” jest zlatynizowaną wersją greckiego słowa ἀνταρκτική (antarktiké), żeńskiej formy od ἀνταρκτικός (antarktikos), co oznacza „naprzeciwko Arktyki”, „przeciwnie do północy”. Alternatywne wyjaśnienie odnosi się do gwiazdozbioru Wielkiej Niedźwiedzicy (gr. Μεγάλη Άρκτος, Megale Arktos), nazwa kontynentu miałaby wskazywać, że leży „naprzeciwko gwiazdozbioru Wielkiej Niedźwiedzicy”.
Zanim termin ten został przyjęty w obecnym znaczeniu, określenie to było używane dla opisu innych miejsc, położonych „przeciwnie do północy”. Na przykład w XVI wieku krótkotrwała kolonia francuska w Brazylii została nazwana „France Antarctique”, a zwierzęta i rośliny z półkuli południowej bywały określane terminem „antarktyczne”.
Po raz pierwszy nazwy „Antarktyda” w odniesieniu do kontynentu użył w 1840 lub 1841 polarnik Charles Wilkes, twórca pierwszych map jego wybrzeży. Jako pierwszy nazwę tę naniósł na mapy w latach 90. XIX wieku szkocki kartograf, John George Bartholomew. 

## Historia odkryć
Antarktyda nie ma rdzennej ludności i nie ma dowodów, że była widziana przez ludzi aż do XIX wieku. Jednak przekonanie o istnieniu Terra Australis – rozległego kontynentu na dalekim południu kuli ziemskiej dla „zrównoważenia” północnych kontynentów Europy, Azji i Afryki Północnej, istniało od czasów starożytnych. Koncepcję tę zaproponował Arystoteles, aby zachować symetrię wszystkich znanych lądów na świecie, a następnie rozwinął ją Ptolemeusz (I wiek n.e.), umieszczając ów ląd na swoich mapach. Pod koniec XVII wieku odkrywcy stwierdzili, że Ameryka Południowa i Australia nie są częściami legendarnego „Lądu Południowego”, jednak geografowie wciąż umieszczali na mapach nieznany kontynent, o rozmiarach znacznie większych niż obecnie stwierdzone.

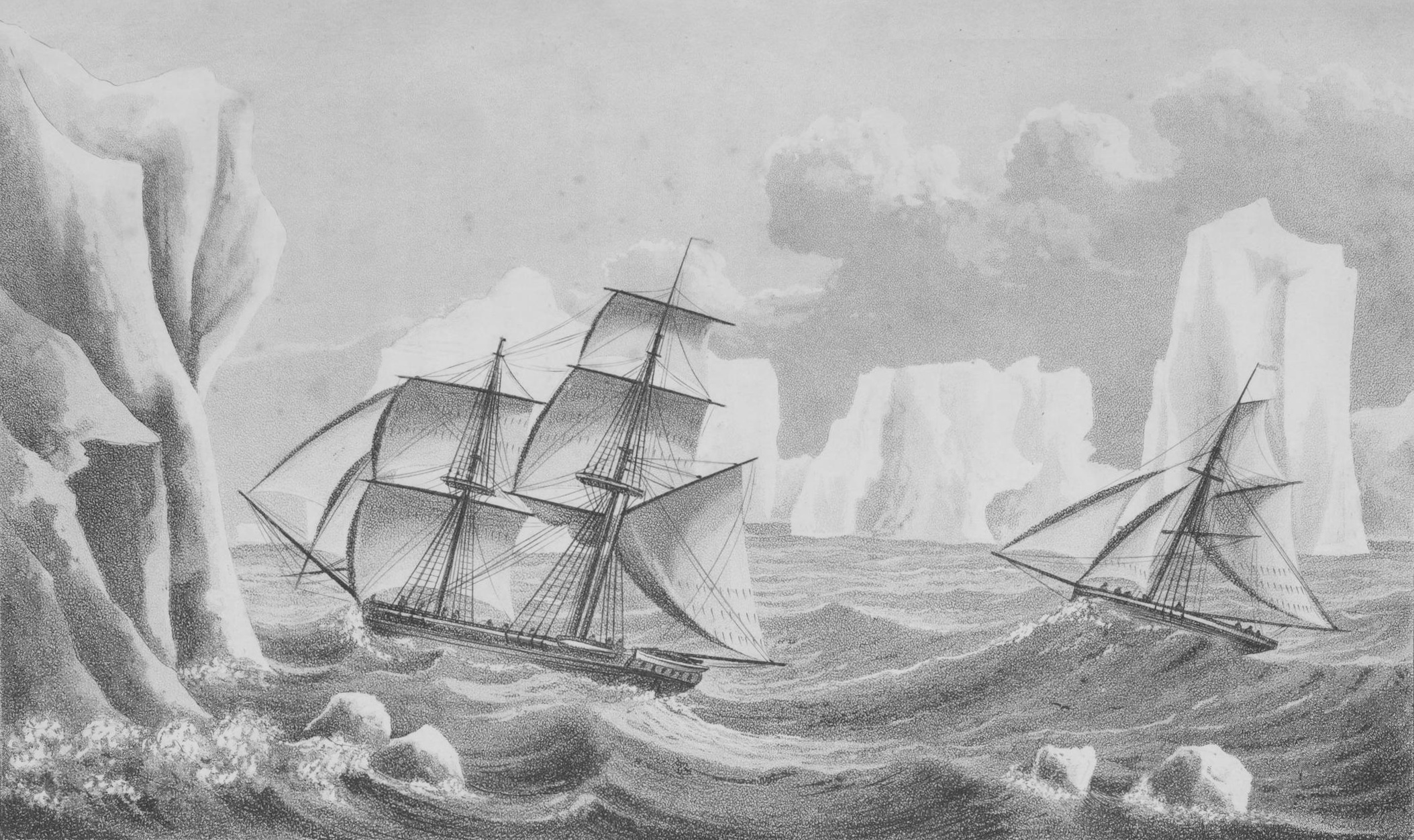
Obraz pokazujący bryg Jane i kuter Beaufroy wśród gór lodowych (druga wyprawa Jamesa Weddella, w 1823)

Antarktyda nie została nazwana Terra Australis, gdyż nazwa ta została wcześniej nadana Australii, a wynikało to z błędnego założenia, że dalej na południe nie może istnieć już znacznych rozmiarów ląd. Jako główny popularyzator nazwy „Australia” jest wskazywany angielski podróżnik i odkrywca Matthew Flinders. We wstępie do swej książki A Voyage to Terra Australis (1814) usprawiedliwiał on tytuł, pisząc:

Nie ma możliwości, że inny oddzielny ląd, o porównywalnym obszarze, będzie kiedykolwiek odkryty w bardziej południowej szerokości geograficznej; zatem nazwa Terra Australis najbardziej odpowiada znaczeniu i położeniu tej krainy: ma starożytne korzenie oraz, nie mając odniesienia do żadnego z dwóch krajów roszczących sobie do niej prawa, wydaje się być mniej dyskusyjna niż inne, które mogłyby być wybrane.

Europejskie mapy ukazywały ten hipotetyczny ląd aż do XVIII wieku, gdy statki kapitana Jamesa Cooka, HMS „Resolution” i „Adventure”, przekroczyły koło podbiegunowe południowe, w dniu 17 stycznia 1773, w grudniu tego roku i ponownie w styczniu 1774. W styczniu Cook był w odległości około 120 km od wybrzeża Antarktydy, zanim wycofał się w związku z zagrożeniem statków przez lód morski. Pierwsi łowcy fok pojawili się na Szetlandach Południowych w Antarktyce dopiero w 1819. W 1820 ląd antarktydzki jako pierwsi zobaczyli członkowie załóg trzech różnych wypraw. Według różnych źródeł (Polskiej Akademii Nauk, NASA, National Science Foundation i innych) byli to: von Bellingshausen (kapitan Marynarki Wojennej Imperium Rosyjskiego), Edward Bransfield (kapitan Royal Navy) i Nathaniel Palmer (łowca fok ze Stonington, Connecticut). Wyprawa kierowana przez von Bellingshausena i Łazariewa osiągnęła punkt odległy o 32 km od Wybrzeża Księżniczki Marty i zaobserwowała barierę lodową na współrzędnych 69°21′28″S 2°14′50″W/-69,357778 -2,247222; jest ona znana obecnie jako Lodowiec Szelfowy Fimbul. Stało się to trzy dni przed tym, jak ląd zobaczyła ekspedycja Bransfielda, a dziesięć miesięcy przed wyprawą Palmera (zaobserwowała ląd w listopadzie 1820). Pierwsze lądowanie na Antarktydzie miało miejsce prawdopodobnie 7 lutego 1821: amerykański łowca fok John Davis miał wylądować w Hughes Bay na Ziemi Grahama, na Półwyspie Antarktycznym; część historyków kwestionuje jednak prawdziwość tej relacji. 26 stycznia 1853 na wybrzeżu Antarktydy Wschodniej miał wylądować Mercator Cooper. Pierwsze odnotowane i potwierdzone lądowanie miało miejsce 24 stycznia 1895, na Przylądku Adare’a na Ziemi Wiktorii na Antarktydzie Wschodniej.

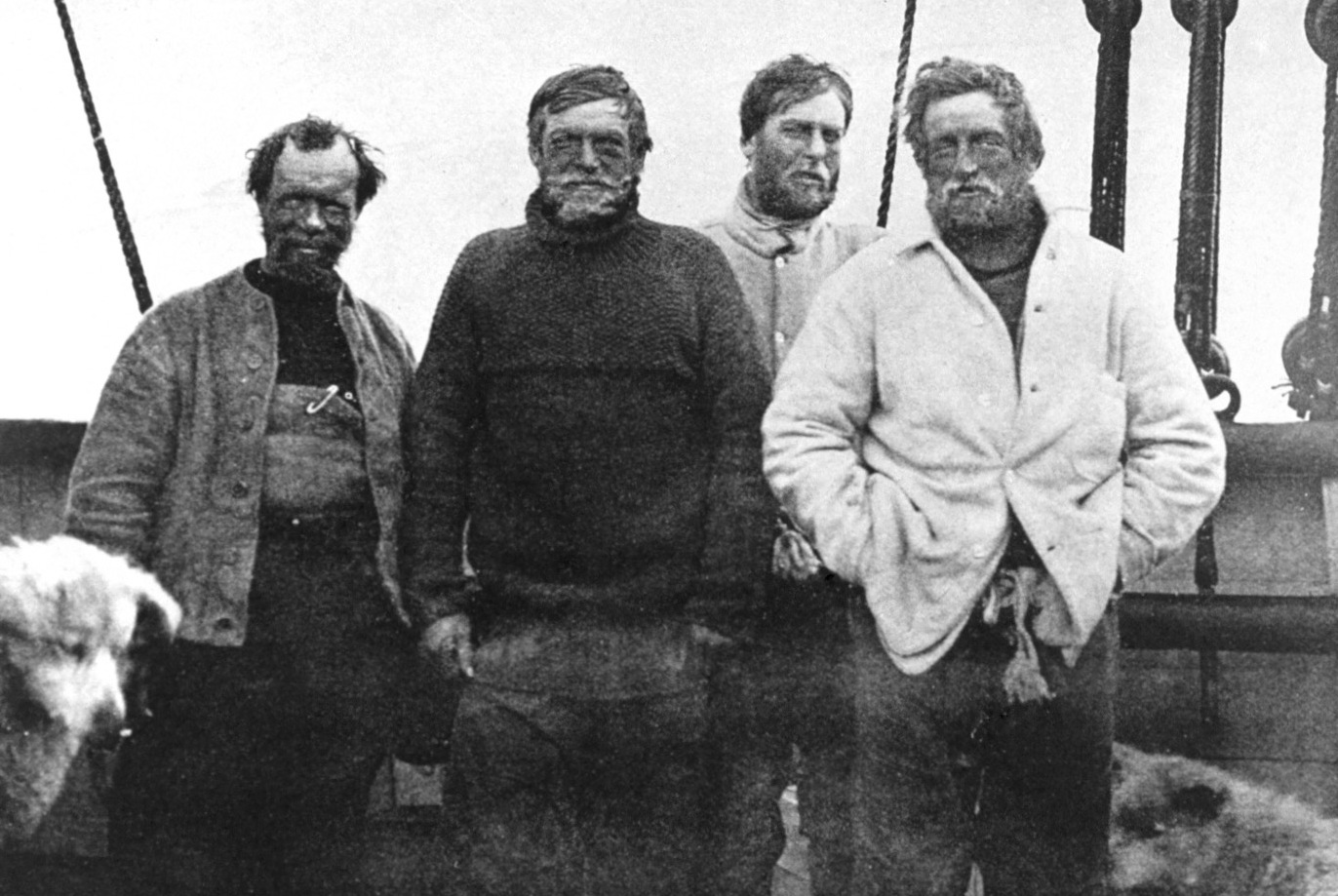
Członkowie wyprawy Nimroda: Wild, Shackleton, Marshall i Adams (od lewej)

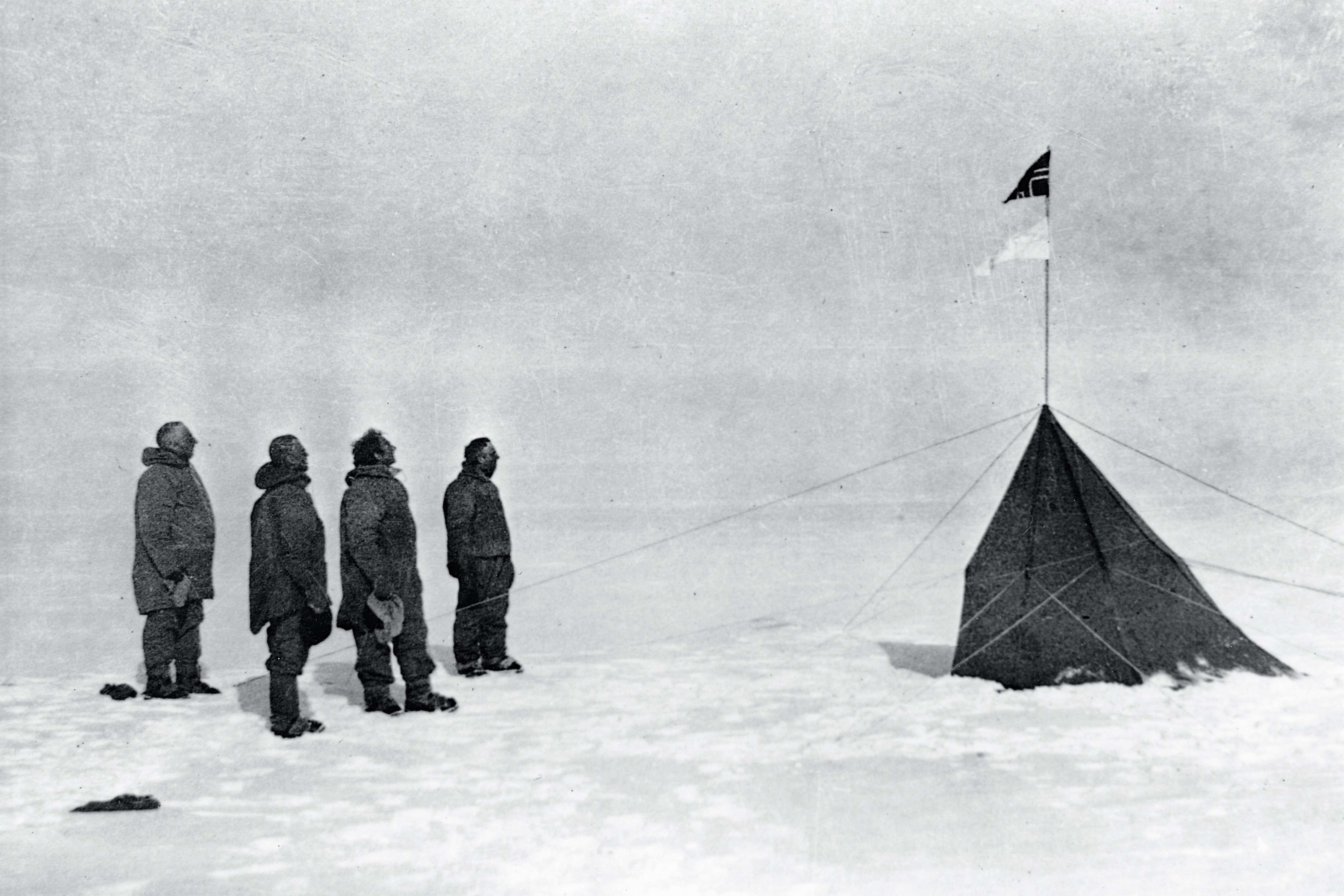
Roald Amundsen i jego towarzysze po zatknięciu flagi Norwegii na biegunie południowym (1911)

W latach 1837–1840 odbyła się francuska wyprawa pod dowództwem Dumont d’Urville’a. 22 stycznia 1840, dwa dni po odkryciu zachodniego wybrzeża Wysp Balleny’ego, część członków wyprawy wysiadła na najwyższej wysepce z grupy Wysp Dumoulina około 4 km od Cape Géodésie na wybrzeżu Ziemi Adeli, gdzie zebrała próbki minerałów, glonów i zwierząt.
W latach 1838–1842 United States Navy zorganizowała wyprawę badawczą United States Exploring Expedition (określaną skrótem Ex. Ex.). W jej ramach w grudniu 1839 okręty Charlesa Wilkesa wypłynęły z Sydney w Australii na Ocean Antarktyczny, jak wówczas określano te wody. W styczniu 1840 członkowie wyprawy zobaczyli wybrzeże utworzone przez ciemne, wulkaniczne skały; Wilkes nadał tej ziemi nazwę „kontynentu Antarktydy”. Część Antarktydy została później nazwana Ziemią Wilkesa i nazwa ta jest używana do dziś.
Badacz James Clark Ross w 1841 przepłynął akwen znany dziś jako Morze Rossa i odkrył Wyspę Rossa (nazwane na jego cześć). Płynął wzdłuż ogromnej bariery lodowej, nazywanej dziś Lodowcem Szelfowym Rossa. Wulkany na wyspie Rossa: czynny Mount Erebus i wygasły Terror noszą nazwy dwóch statków z tej wyprawy: HMS „Erebus” i HMS „Terror”.
W 1898 miało miejsce pierwsze zimowanie u antarktydzkich wybrzeży. Belgijska Wyprawa Antarktyczna na statku „Belgica” pod dowództwem Adriena de Gerlache prowadziła badania naukowe na zachodnim wybrzeżu Ziemi Grahama, m.in. badając i nazywając Archipelag Palmera. Członkami wyprawy byli dwaj polscy uczeni: Henryk Arctowski i Antoni Bolesław Dobrowolski.
W 1907, podczas wyprawy „Nimroda”, którą dowodził Ernest Shackleton, grupa prowadzona przez Edgewortha Davida zdobyła górę Erebus i dotarła do południowego bieguna magnetycznego. Douglas Mawson, który przewodził grupie zdobywców bieguna magnetycznego podczas ich niebezpiecznego powrotu, poprowadził kilka wypraw aż do 1931. Ponadto Shackleton wraz z trzema towarzyszami w okresie od grudnia 1908 do lutego 1909 jako pierwszy przemierzył Lodowiec Szelfowy Rossa, przekroczył Góry Transantarktyczne (przez Lodowiec Beardmore’a) i postawił stopę na Płaskowyżu Polarnym. 14 grudnia 1911 po raz pierwszy został zdobyty geograficzny biegun południowy: wyprawa kierowana przez norweskiego polarnika Roalda Amundsena, ze statku „Fram”, pokonała trasę z Zatoki Wielorybiej i w górę Lodowca Axela Heiberga do bieguna. Miesiąc później Ekspedycja Terra Nova, pod dowództwem Scotta, również osiągnęła biegun, jednak członkowie tej wyprawy zginęli w drodze powrotnej.
Richard Byrd przewodził kilku ekspedycjom lotniczym na Antarktydę w latach 30. i 40. XX wieku. Prowadziły one szeroko zakrojone badania geologiczne i biologiczne; przypisuje się mu wprowadzenie zmechanizowanego transportu lądowego na tym kontynencie. Jednak dopiero 31 października 1956 kolejny człowiek postawił stopę na biegunie południowym; drogą lotniczą dotarła tam grupa amerykańskich wojskowych, którą dowodził kontradmirał George J. Dufek.
Pierwszym żeglarzem, który samotnie dopłynął do Antarktydy, był Nowozelandczyk David Henry Lewis; wyczynu tego dokonał w 1972 na 10-metrowym stalowym slupie „Ice Bird”.

## Geografia

Mapa przeglądowa Antarktyki

Ułożona asymetrycznie wokół bieguna południowego, w większości na południe od koła podbiegunowego, Antarktyda jest lądem najbardziej wysuniętym na południe. Jej wybrzeża są oddalone od wybrzeży Ameryki Południowej o około 1000 km, od Australii o 3100 km, natomiast od Afryki o 3980 km. Otaczają ją wody Oceanu Południowego. Według dawniej stosowanego podziału uznawano, że wybrzeża kontynentu oblewają wody południowego Pacyfiku, Atlantyku i Oceanu Indyjskiego, lub też, inaczej ujmując, otaczają ją południowe wody Oceanu Światowego. Jej powierzchnia to ponad 14 200 000 km², co czyni ją piątym co do wielkości kontynentem, około 1,3 raza większym od Europy. Linia brzegowa ma 17 968 km i najczęściej tworzą ją formacje lodowe:
| Typ                                        | Częstość |
| ------------------------------------------ | -------- |
| Lodowiec szelfowy (unoszący się na wodzie) | 44%      |
| Bariera lodowa (na stałym podłożu)         | 38%      |
| Strumień lodowy/jęzor lodowcowy            | 13%      |
| Wybrzeże skaliste                          | 5%       |

Antarktyda jest podzielona na dwie części łańcuchem Gór Transantarktycznych, blisko przewężenia między Morzem Rossa i Morzem Weddella. Część na zachód od Morza Weddella i wschód od Morza Rossa nazywa się Antarktydą Zachodnią, a pozostała, większa część, nazywa się Antarktydą Wschodnią; z grubsza odpowiadają one półkulom zachodniej i wschodniej w stosunku do południka zerowego.

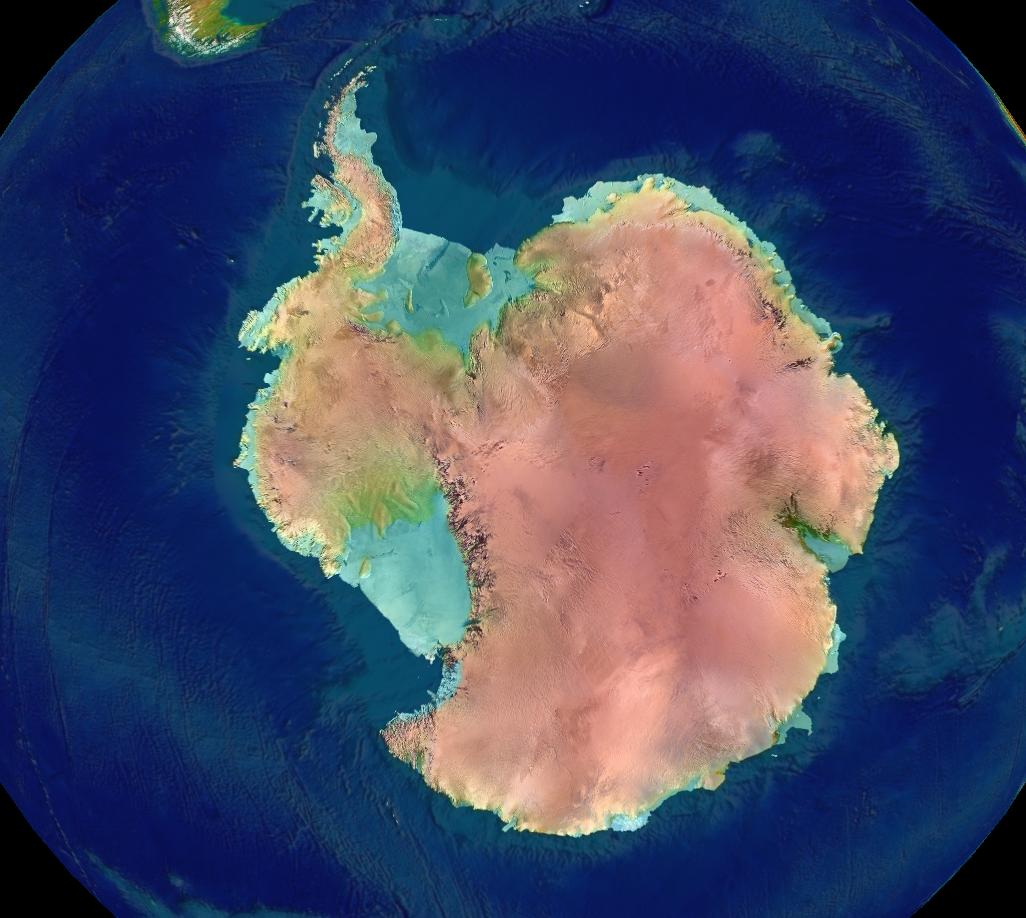
Kolor odpowiada wysokości powierzchni nad poziomem morza

Lądolód Antarktydy Zachodniej: dopływ ciepłej wody powoduje topnienie i przesuwa linię gruntowania w stronę kontynentu, co może prowadzić do rozpadu lodowców szelfowych

Około 98% Antarktydy pokrywa polarna czapa lodowa, lądolód o średniej miąższości 1,9 km (wliczając w to lodowce szelfowe). Grubość lodu sięga 4897 m w podlodowcowym basenie Astrolabe na Ziemi Adeli. Powoduje to także, że Antarktyda ma największą średnią wysokość bezwzględną spośród kontynentów Ziemi. Kontynent zawiera około 90% światowego lodu (a tym samym ok. 70% światowych zasobów słodkiej wody). Gdyby cały lądolód uległ stopieniu, poziom mórz wzrósłby o ~60 m. W lądolodzie wyróżniają się szybko płynące lodowce, zwane strumieniami lodowymi; średnia prędkość ich spływu wynosi 200 m/rok. Największymi strumieniami lodowymi są: Lamberta, Amundsena, Beardmore’a, Dawsona-Lambtona, Denmana i Mertza. Strumienie lodowe są dużymi strukturami, mogą mieć kilkaset kilometrów długości; składają się łącznie na ok. 10% pokrywy lodowej kontynentu. W głębi kontynentu przeciętna suma opadów jest bardzo niska, nawet do 2 mm w skali roku na biegunie południowym. W kilku obszarach niebieskiego lodu opady są niższe niż utrata masy przez sublimację i lokalny bilans masy jest ujemny. W Suchych Dolinach ten sam efekt występuje na podłożu skalnym, co kształtuje tamtejszy krajobraz. Stanowią one pustynię polarną, najsuchszą i najzimniejszą na Ziemi, ze średnią roczną temperaturą −20 °C.
Antarktydę Zachodnią pokrywa lądolód, którego podłoże w znacznej części znajduje się poniżej współczesnego poziomu morza (jest to kryptodepresja). Współcześnie zachodzące zmiany klimatu sprawiają, że możliwy jest jego rozpad. Jeżeli uległby on stopieniu, doszłoby do eustatycznego wzrostu poziomu oceanu o 5–6 metrów. Kluczowe znaczenie dla stabilności tego lądolodu mają dynamiczne strumienie lodowe, spływające do lodowców szelfowych (w szczególności Lodowca Szelfowego Rossa).
Niemal cała Antarktyda Wschodnia leży na półkuli wschodniej. Wyróżnia się na niej obszary takie jak Ziemia Coatsów, Ziemia Królowej Maud, Ziemia Enderby, Ziemia Mac Robertsona, Ziemia Wilkesa i Ziemia Wiktorii.

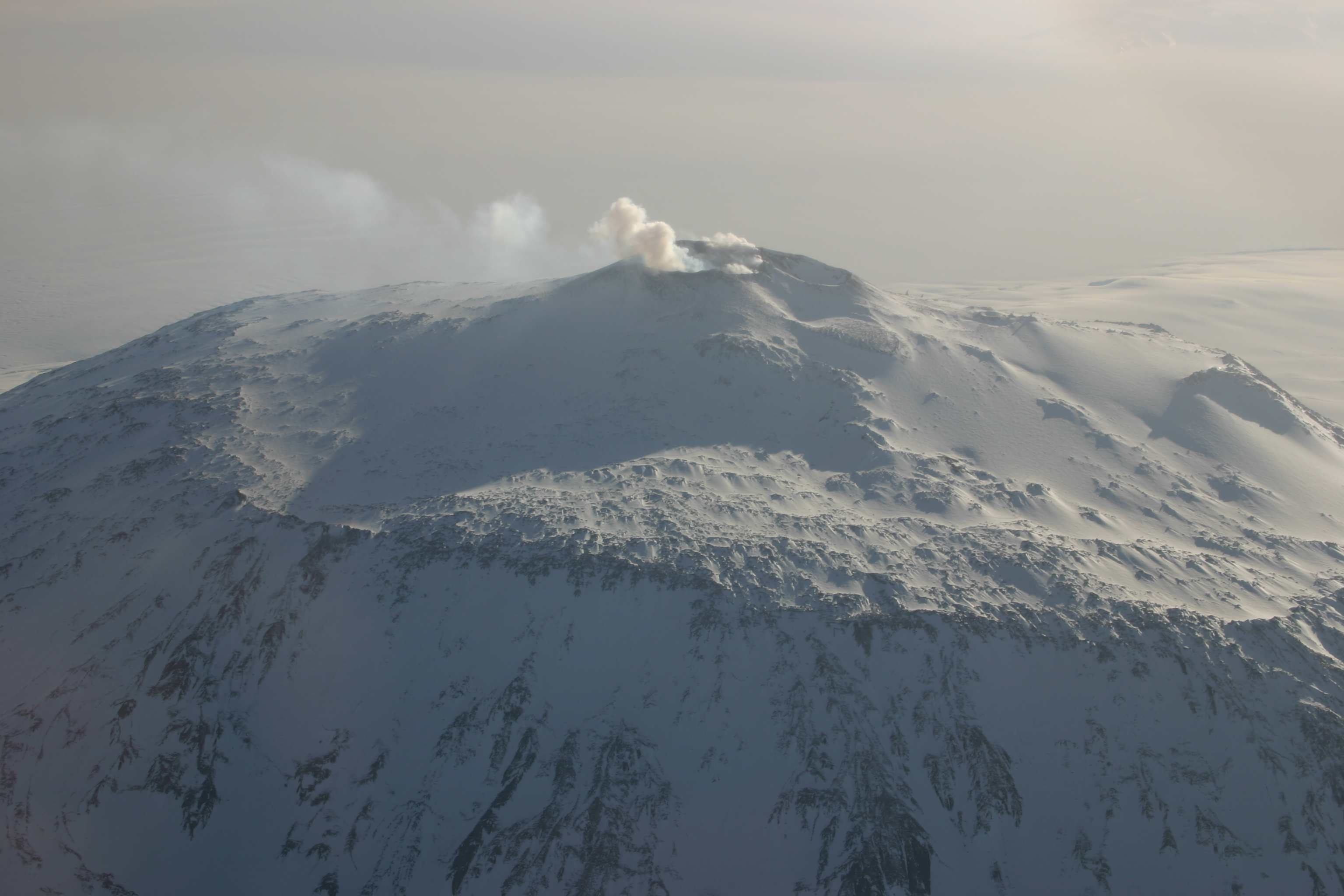
Erebus, czynny wulkan na Wyspie Rossa

Masyw Vinsona, zawierający najwyższy szczyt Antarktydy (4892 m), znajduje się w Górach Ellswortha. Na Antarktydzie i okolicznych wyspach znajduje się wiele gór, spośród których część ma pochodzenie wulkaniczne. Wiele wygasłych wulkanów zachowało się w dobrym stanie dzięki niskiemu tempu erozji. Mount Erebus na Wyspie Rossa jest najdalej wysuniętym na południe czynnym wulkanem. Inny znany wulkan znajduje się na Deception Island; jego silna erupcja miała miejsce w 1970. Erupcje kilku wulkanów (w tym Mount Melbourne i Buckle) miały miejsce w XIX wieku. W 2004 u wybrzeża Półwyspu Antarktycznego został odkryty potencjalnie czynny wulkan podwodny, a w 2013 na podstawie wstrząsów sejsmicznych stwierdzono istnienie czynnego podlodowcowego wulkanu na Antarktydzie Zachodniej.
U podstawy antarktydzkiej pokrywy lodowej w niektórych miejscach znajdują się jeziora podlodowcowe. W 2013 było znanych 387 takich zbiorników; liczba ta rośnie w miarę postępu badań. Największym z nich jest jezioro Wostok o powierzchni około 16 tysięcy km², co czyni je jednym z największych jezior na Ziemi; zostało ono odkryte pod rosyjską stacją polarną Wostok w 1996. Dawniej sądzono, że od 500 000 do miliona lat musi być ono całkowicie odizolowane od wpływów zewnętrznych; obserwacje pokrywy lodowcowej wykazały jednak, że między przynajmniej niektórymi jeziorami podlodowcowymi występują duże przepływy wody.
Pobrane przez amerykańskich badaczy próbki wody z podlodowcowego Jeziora Whillansa zawierają molekularne dowody występowania w nim około 4000 gatunków mikroorganizmów. Rdzenie lodowe wydobyte znad powierzchni jeziora Wostok wskazują, choć nie tak jednoznacznie, że także w tym większym jeziorze występują organizmy żywe. Ukryte pod czterokilometrowej grubości lodem jezioro przypomina warunkami ocean na Europie, księżycu Jowisza. Jeśli potwierdzą się wiadomości o wykryciu życia w jeziorze Wostok, wzmocni to argumenty za możliwością życia na Europie. Także powierzchniowe jeziora Antarktyki zawierają zbiorowiska organizmów żywych. W 2008 zespół NASA, poszukujący ekstremofili w silnie alkalicznych wodach jeziora Untersee, odkrył współcześnie powstające stromatolity. Takie odkrycia wzmacniają argumenty za możliwością istnienia życia pozaziemskiego w bardzo niskich temperaturach, w bogatych w metan środowiskach.

## Geologia

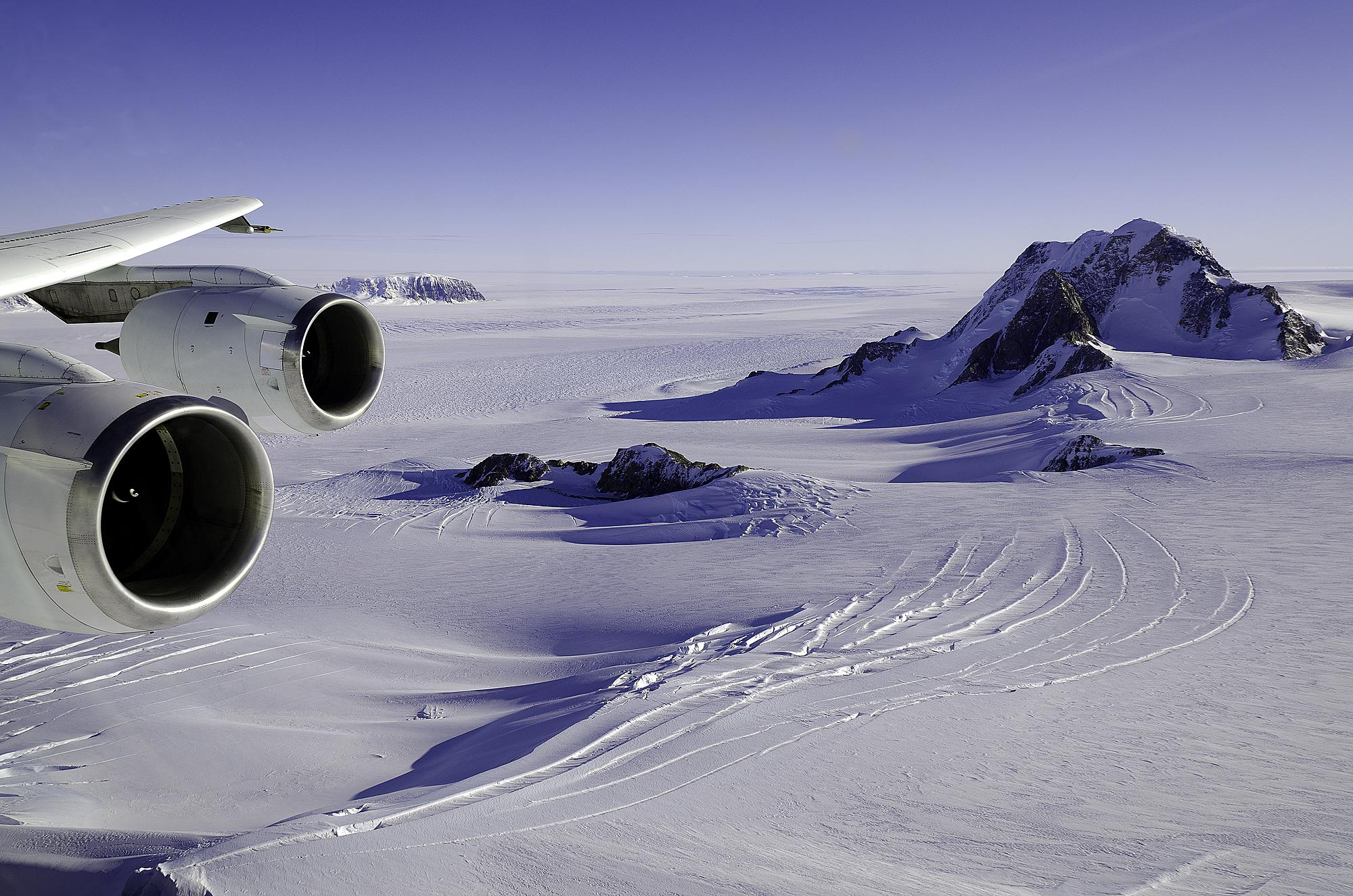
Lodowce i wychodnie skalne w Ziemi Marii Byrd widziane z samolotu NASA DC-8

Badania geologiczne Antarktydy znacznie utrudnia fakt, że prawie cały kontynent jest trwale pokryty grubą warstwą lodu. Większość wychodni, przeważnie w postaci nunataków, znajduje się w zachodniej części kontynentu. Na kontynencie znajdują się trzy główne jednostki geologiczne: prekambryjska platforma antarktyczna, młoda platforma paleozoiczna oraz strefa fałdowań alpejskich.
Zachodnia Antarktyda to głównie platforma paleozoiczna. Góry znajdujące się na niej powstały w trakcie tych samych ruchów górotwórczych, które wypiętrzyły Andy w Ameryce Południowej oraz góry w Nowej Zelandii. Platforma ta jest zbudowana ze zmetamorfizowanych skał z proterozoiku (łupki, gnejsy) oraz kambryjskich skał okruchowych; skały te są uzupełnione intruzjami skał magmowych. Na skałach budujących platformę znajdują się, powstałe podczas orogenezy alpejskiej, skały okruchowe (piaskowce, łupki), z których są zbudowane Góry Ellswortha, góry Ziemi Królowej Elżbiety oraz Ziemia Coatsów. Młoda platforma paleozoiczna została ostatecznie wykształcona przez wulkanizm, szczególnie we wschodniej części.
Strefa fałdowań alpejskich jest najmłodszą, najbardziej górzystą, najmniejszą i najbardziej rozczłonkowaną częścią Antarktydy, w jej skład wchodzi Półwysep Antarktyczny. Strefa fałdowań alpejskich jest zbudowana głównie ze skał metamorficznych paleozoiku i triasu oraz skał okruchowych i węglanowych, sfałdowanych na początku mezozoiku. Powszechnie występują bazalty i andezyty powstałe w kenozoiku. Trzęsienia ziemi są notowane przeważnie na Szetlandach Południowych oraz poza kontynentem, w archipelagu Sandwich Południowy i na podmorskim Grzbiecie Pacyficzno-Antarktycznym. W strefie fałdowań alpejskich znajduje się czynny wulkan Erebus.
Antarktydę Wschodnią tworzy przede wszystkim platforma prekambryjska. Budują ją skały metamorficzne (gnejsy, łupki, ale także marmury), które zawierają intruzje granitów i gabra. W części odsłania się jako tarcza kontynentalna. Na Ziemi Enderby występują jedne z najstarszych skał na Ziemi, archaiczne enderbity datowane na 3,9 mld lat. Na platformie znajdują się także różnorodne młodsze skały, w tym piaskowce, wapienie, złoża węgla i łupków zdeponowane w okresach dewońskim i jurajskim, tworzące Góry Transantarktyczne. Obszary przybrzeżne, między innymi Góry Shackletona i Ziemia Wiktorii, zostały zuskokowane. Niemal cała jednostka jest pokryta grubą warstwą lądolodu, wychodnie skał znajdują się jedynie na wybrzeżu oraz szczytach gór i oazach.
Głównym znanym surowcem mineralnym Antarktydy jest węgiel. Jego występowanie po raz pierwszy stwierdził Frank Wild z ekspedycji Nimroda w pobliżu Lodowca Beardmore’a; obecnie złoża węgla brunatnego są znane w wielu częściach Gór Transantarktycznych. Poza węglem zostały odkryte złoża żelaza, miedzi, złota, srebra i ołowiu. Obfite złoża rudy żelaza występują w Górach Księcia Karola. Najcenniejsze surowce Antarktyki leżą u jej brzegów, na szelfie Morza Rossa, gdzie w 1973 odkryto ropę naftową i gaz ziemny. Wydobycie jakichkolwiek surowców jest zakazane do 2048, na podstawie Protokołu o ochronie środowiska naturalnego, dodanego w 1991 do Układu Antarktycznego.

### Podłoże skalne lądolodu

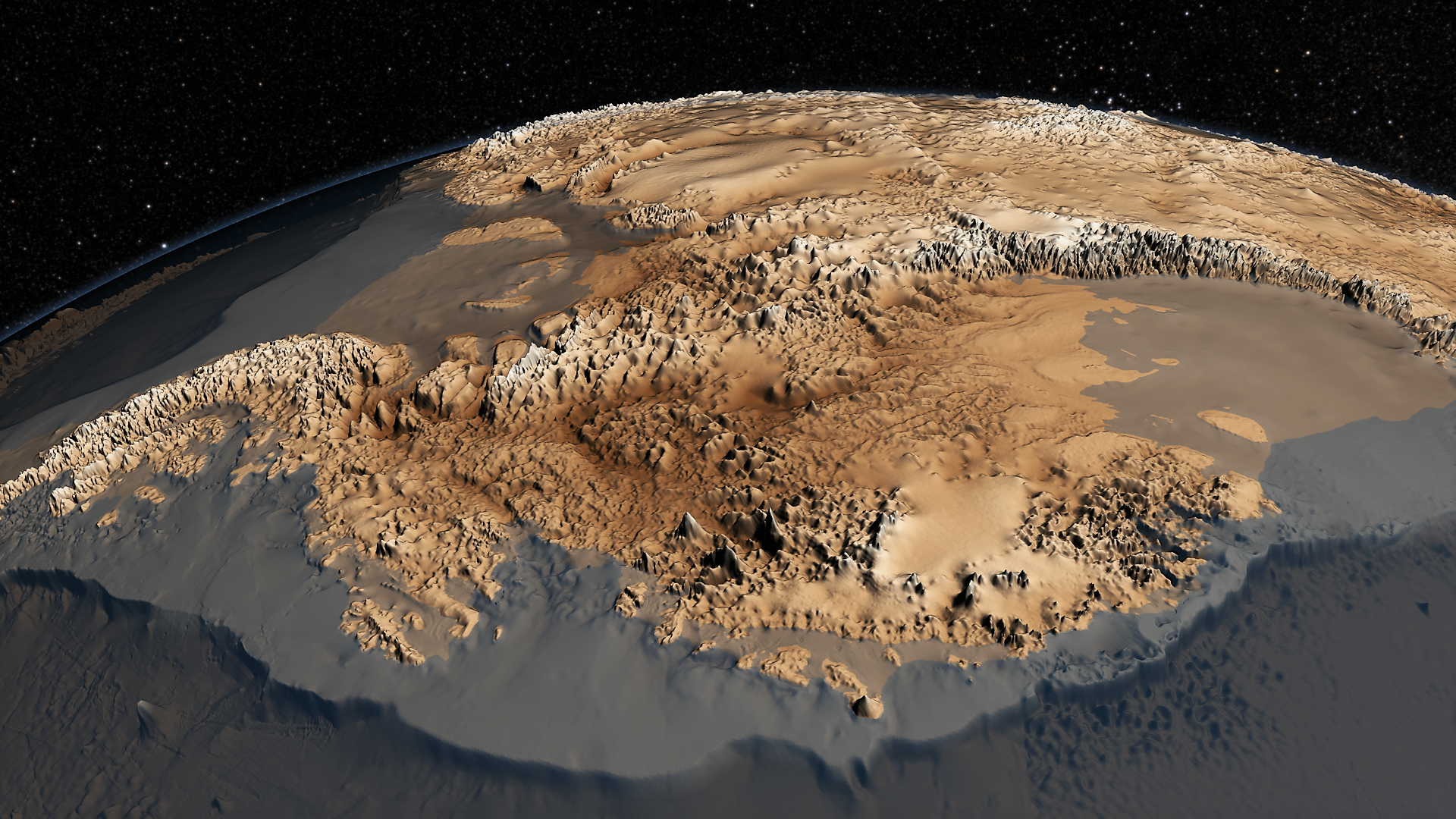
Topografia podłoża skalnego Antarktydy Zachodniej, której poznanie jest kluczowe dla zrozumienia dynamiki ruchu lodowców w tym obszarze

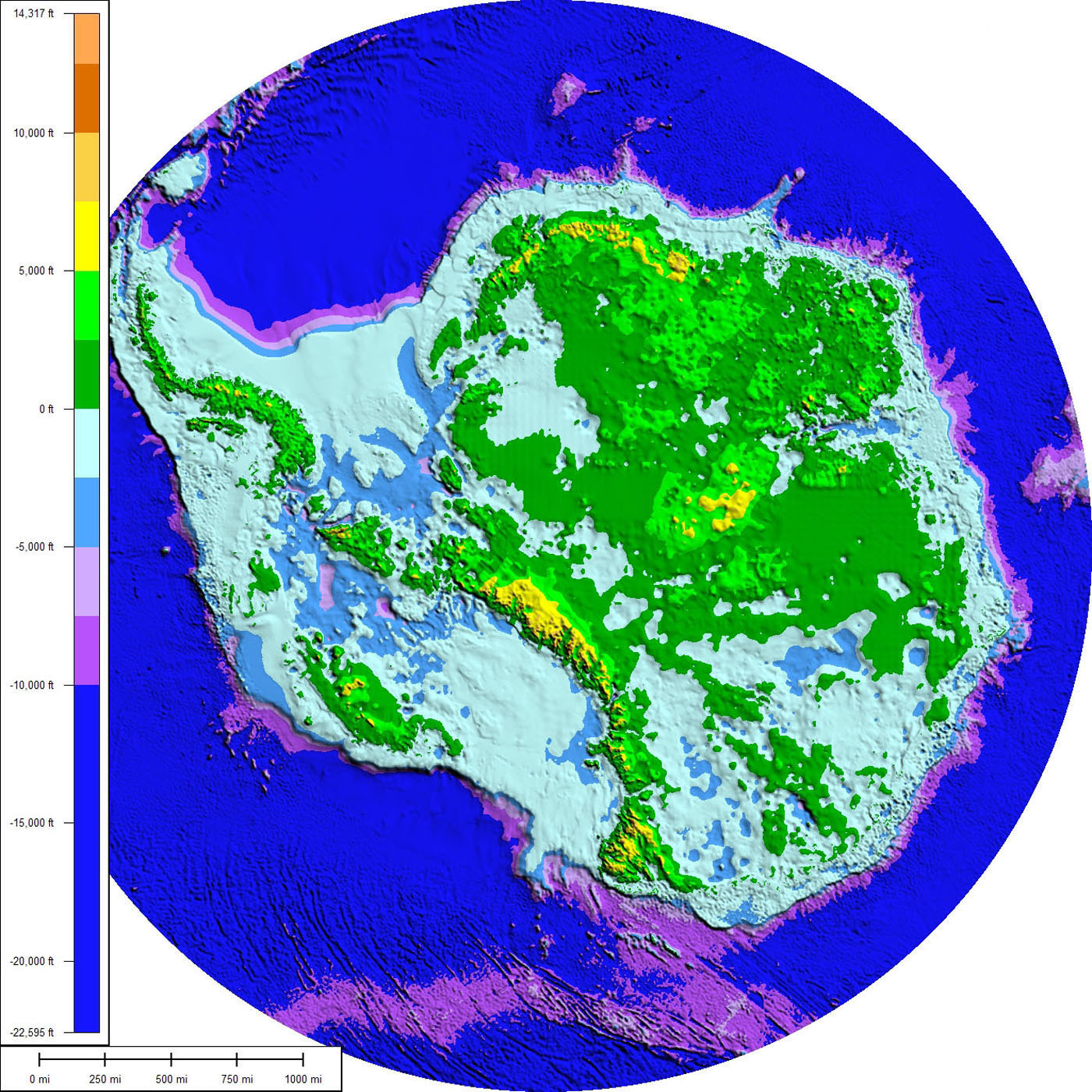
Mapa topograficzna i batymetryczna podłoża skalnego Antarktydy i dna Oceanu Południowego, ukazująca obszary położone poniżej poziomu morza

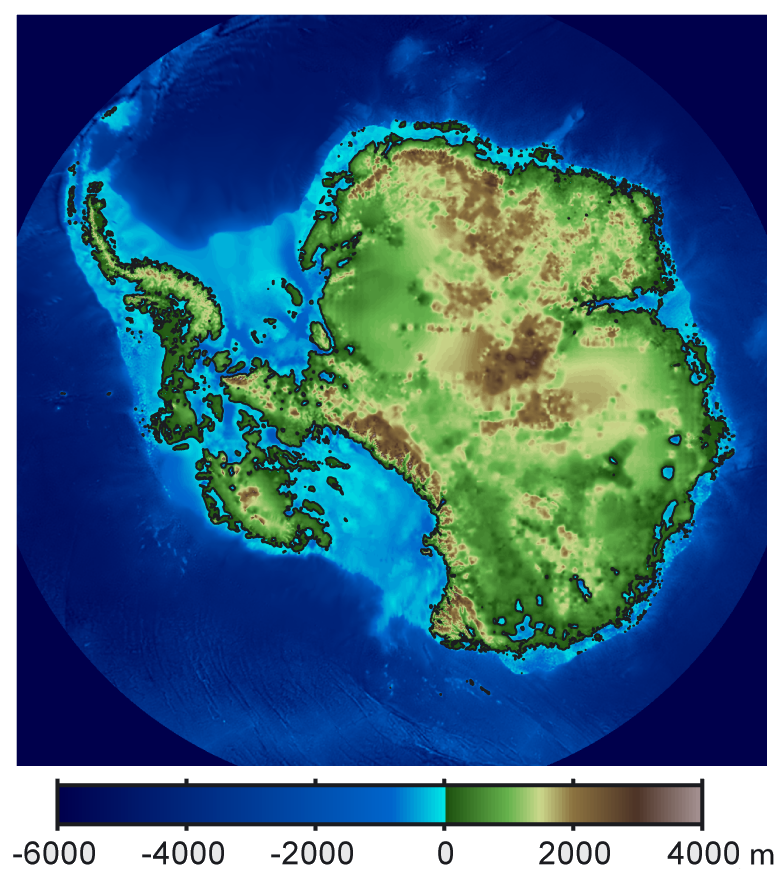
Mapa topograficzna Antarktydy po usunięciu pokrywy lodowej, uwzględniająca izostatyczne podniesienie lądu oraz wzrost poziomu oceanu; tak mogła przedstawiać się topografia Antarktydy 35 milionów lat temu, gdy Ziemia była za gorąca, aby istniała rozległa czapa polarna podobna do współczesnej

Nowe techniki badawcze, takie jak teledetekcja, georadar i zdjęcia satelitarne, pozwalają obecnie obserwować struktury ukryte pod lodem. Antarktyda bez uwzględnienia lądolodu jest jednym z niższych kontynentów, w dużej mierze przez fakt, że ciężar lodowców spowodował izostatyczne obniżenie skalnego podłoża kontynentu. Średnia wysokość podłoża skalnego to zaledwie 82,8 m n.p.m. Pod powierzchnią morza leży 5,5 miliona kilometrów kwadratowych, 44,7% całego obszaru lądowego. W centrum Antarktydy Wschodniej wznoszą się Góry Gamburcewa, podobne rozmiarami do Alp, w całości ukryte pod lądolodem. Obszar pomiędzy nimi, Górami Transantarktycznymi i górami Ziemi Królowej Maud bywa określany jako Równina Zachodnia; jest on stosunkowo słabo rozpoznany, wiadomo, że znajdują się w nim baseny podlodowcowe, niektóre zawierające jeziora (np. u źródeł lodowca Recovery). We wschodniej części Antarktydy Wschodniej znajdują się głównie nizinne baseny podlodowcowe (np. Wilkesa, Aurora, Schmidta), oraz gdzieniegdzie pasma wzgórz (np. na południowy zachód od jeziora Wostok). Między Ziemią Królowej Maud, Górami Gamburcewa i Ryftem Lamberta kończącym się w Zatoce Prydza znajduje się Wyżyna Wschodnia o wysokościach sięgających 1000–1500 m. Na Antarktydzie Zachodniej, równolegle do łańcucha Gór Transantarktycznych pod lodowcem rozciąga się rozległa dolina ryftowa, Ryft Zachodnioantarktyczny, w której najgłębsze miejsce (Rów Bentleya) leży 2496 m p.p.m.

### Historia geologiczna i paleontologia
Ponad 170 milionów lat temu Antarktyda była częścią superkontynentu Gondwany. Z biegiem czasu Gondwana rozpadła się i Antarktyda, jaką znamy dzisiaj, powstała około 25 mln lat temu. Nie zawsze była zimnym, suchym i zlodowaconym kontynentem. W wielu momentach w swej długiej historii znajdowała się bardziej na północ, w strefie klimatu tropikalnego lub umiarkowanego, była pokryta lasami i zamieszkiwana przez różne wymarłe formy życia.

#### Proterozoik
Fragmenty litosfery kontynentalnej tworzące dziś Antarktydę Wschodnią i Australię były połączone już przeszło 1,7 miliarda lat temu. Wchodziły w skład paleo- i mezoproterozoicznego superkontynentu Kolumbii, a następnie po jego rozpadzie weszły w skład mezo- i neoproterozoicznego superkontynentu Rodinii. Procesy tektoniczne sprawiły, że terrany tworzące blok australijsko-antarktyczny uległy reorganizacji i scaleniu. Orogenezy, fałdowanie i uskokowanie ukształtowały proterozoiczną platformę Antarktydy Wschodniej. W późnym neoproterozoiku i wczesnym paleozoiku połączenie z blokiem indyjsko-antarktycznym scaliło Gondwanę, a w jej obrębie większą część Antarktydy.

#### Paleozoik
W okresie kambru Gondwana miała łagodny klimat. Zachodnia Antarktyda częściowo leżała na półkuli północnej, w tym czasie zostały w niej zdeponowane duże ilości piaskowców, wapieni i łupków. Wschodnia Antarktyda była na równiku, gdzie morskie bezkręgowce bentoniczne i trylobity bujnie rozwijały się w tropikalnych morzach. Na początku dewonu (416 mln lat temu) Gondwana znajdowała się w bardziej południowych szerokościach geograficznych i klimat był chłodniejszy, choć z tego czasu znane są skamieniałości roślin lądowych. Warstwy piasku i mułu zostały odłożone w miejscu, gdzie dziś wznoszą się Góry Ellswortha, Horlicka i Pensacola. Pod koniec dewonu (360 milionów lat temu) rozpoczęło się zlodowacenie Gondwany, związane z przemieszczeniem się superkontynentu w pobliże bieguna południowego i ochłodzeniem klimatu, choć rośliny wciąż porastały Antarktydę. W cieplejszym okresie permu życie roślinne zdominowały paprocie nasienne takie jak Glossopteris, które rosły na mokradłach. Z czasem materia organiczna, zdeponowana na tych terenach, przekształciła się w złoża węgla w obecnych Górach Transantarktycznych. Pod koniec permu dalsze ocieplenie sprawiło, że na większej części Gondwany zapanował suchy, gorący klimat.

#### Mezozoik
W wyniku ocieplenia polarne czapy lodowe stopiły się i duża część Gondwany stała się pustynią; w tym czasie odłożone zostały duże ilości piaskowców i łupków. Na Antarktydzie Wschodniej rosły paprocie nasienne. W późnym permie i wczesnym triasie na Antarktydzie powszechnie występowały synapsydy (znane też jako „gady ssakokształtne”), takie jak lystrozaur. W okresie jurajskim (201-145 milionów lat temu) zaczął powstawać Półwysep Antarktyczny. Miłorzęby i sagowce były pospolite w tym okresie. Na Antarktydzie Zachodniej, w całym okresie kredowym (145-66 milionów lat temu) dominowały lasy iglaste, choć pod koniec tego okresu rozpowszechniły się bukany. Amonity występowały powszechnie w morzach wokół Antarktydy, a na kontynencie żyły także dinozaury; do tej pory opisane zostały cztery rodzaje dinozaurów pochodzące z Antarktydy (glacjalizaur i kriolofozaur z formacji Hanson, antarktopelta i Trinisaura). To właśnie w tej erze Gondwana zaczęła się rozpadać.

#### Rozpad Gondwany
Ochładzanie Antarktydy następowało stopniowo, do czego częściowo przyczyniał się dryf kontynentów, zmieniający układ prądów oceanicznych. Prądy płynące od równika ku biegunom, które wyrównywały temperatury globu, były stopniowo zastępowane przez prądy równoleżnikowe, zachowujące różnice temperatur na różnych szerokościach geograficznych.
Afryka oddzieliła się od Antarktydy około 160 milionów lat temu, a następnie na początku kredy (125 mln lat temu) odłączył się subkontynent indyjski. Pod koniec okresu kredowego, około 66 milionów lat temu, na Antarktydzie (połączonej z Australią) występowały jeszcze klimaty tropikalny i subtropikalny, żyły na niej również torbacze. 40 milionów lat temu Australia z Nową Gwineą oddzieliła się od Antarktydy, równoleżnikowy prąd morski odizolował kontynenty i na Antarktydzie pojawiły się lodowce. Na przełomie eocenu i oligocenu, około 34 milionów lat temu, stężenie CO2 zmniejszyło się z kilku tysięcy ppm do wartości 760 ppm.
Około 23 mln lat temu otworzyła się Cieśnina Drake’a pomiędzy Antarktydą i Ameryką Południową, w wyniku czego kontynent otoczył Antarktyczny Prąd Okołobiegunowy. Miało to również wpływ na ochłodzenie, choć modele zmian klimatycznych wskazują, że zmniejszenie stężenia CO2 w atmosferze było ważniejszym czynnikiem. Powierzchnia lądolodu rosła pokrywając coraz większe obszary kontynentu.

#### Neogen i czwartorzęd
Od około 15 milionów lat większą część kontynentu pokrywa lód. Skamieniałe liście bukanów w formacji Meyer Desert w Górach Transantarktycznych ukazują, że dzięki okresowym ociepleniom zarośla notofagusowe utrzymywały się lokalnie jeszcze 3–4 miliony lat temu. Potem nadeszły zlodowacenia plejstoceńskie, które zniszczyły życie roślinne na kontynencie.

## Klimat

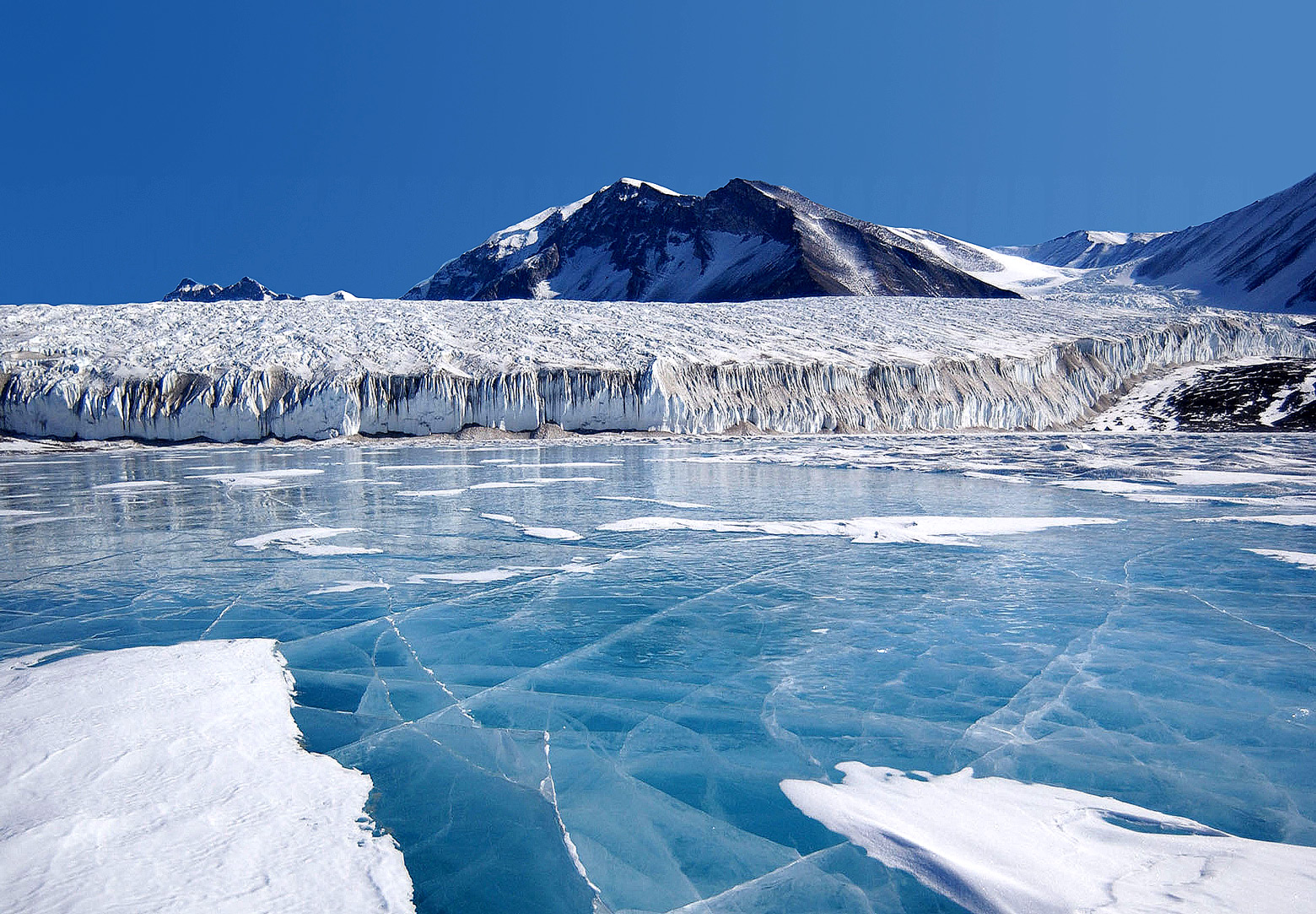
Niebieski lód na jeziorze Fryxell w Górach Transantarktycznych pochodzi ze słodkiej wody z topnienia lodowca Canada i innych mniejszych

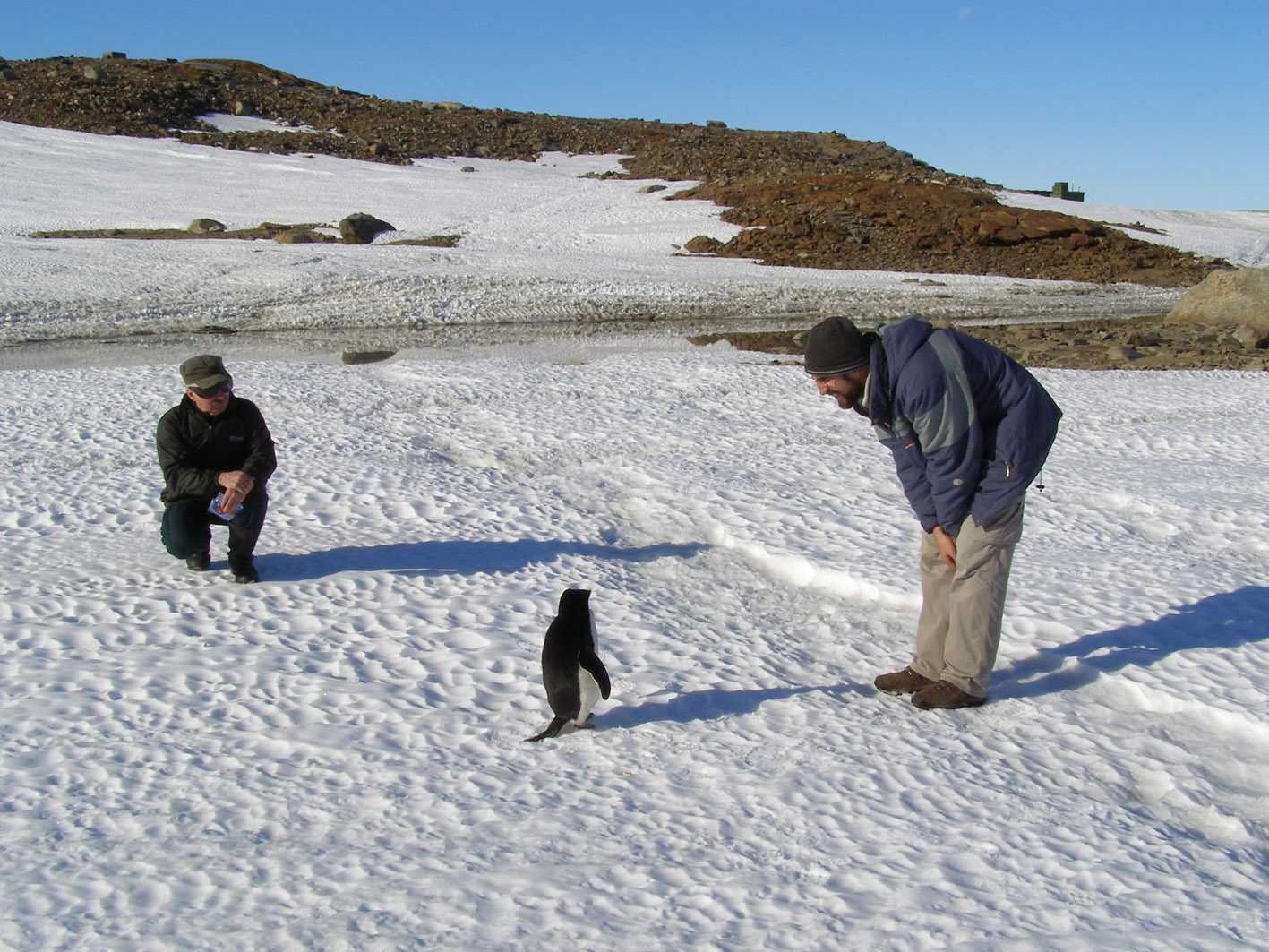
Blisko wybrzeża grudzień jest dość łagodny

Antarktyda jest najzimniejszym spośród kontynentów Ziemi. Jej surowy, unikalny klimat bywa określany terminem „klimat glacjalny”. Antarktyda jest chłodniejsza niż Arktyka z trzech powodów. Po pierwsze, znaczna część kontynentu leży na wysokości ponad 3000 m nad poziomem morza, a temperatura w troposferze spada wraz z wysokością (dodatkowo polarna troposfera jest cieńsza niż w obszarach bliżej równika). Po drugie, północną strefę polarną obejmuje Ocean Arktyczny: ocean oddaje ciepło przez pak lodowy, co zapobiega spadkowi temperatury do wartości spotykanych na kontynencie antarktycznym; w dodatku otwarte wody mają znacznie niższe albedo niż pokrywa lodowa, przez co pochłaniają ciepło. Po trzecie, w lipcu, gdy na Antarktydzie panuje zima, Ziemia jest w aphelium (czyli najdalej od Słońca), a w styczniu (antarktyczne lato) w peryhelium. Mimośród ziemskiej orbity jest jednak mały i efekt ten ma mniejszy wpływ niż dwa pierwsze.

### Temperatura
Najniższa zarejestrowana przez człowieka temperatura naturalnie występująca na Ziemi, −89,2 °C, została stwierdzona 21 lipca 1983 na radzieckiej (obecnie rosyjskiej) stacji polarnej Wostok. Jeszcze niższe temperatury, sięgające −93,2 °C, są znane z obserwacji satelitarnych. Najcieplejszym miesiącem jest styczeń z temperaturą minimalną −30 °C, natomiast najchłodniejszy jest sierpień, z temperaturami spadającymi do −70 °C. Na wybrzeżu temperatury są wyższe, przy północnych krańcach Półwyspu Antarktycznego mogą sięgać powyżej 0 °C. Najniższa średnia temperatura stycznia w miejscu stale zamieszkanym przez ludzi wynosi −33 °C (stacja Wostok). Najwyższą temperaturę na Antarktydzie, 18,3 °C zanotowano 6 lutego 2020 w stacji Esperanza na Półwyspie Antarktycznym; poprzedni rekord (17,5 °C) odnotowano także w tym miejscu w marcu 2015. Półwysep Antarktyczny należy do najszybciej ocieplających się obszarów globu, temperatura wzrosła tam o 3 °C od lat 1970. do początku lat 2020..

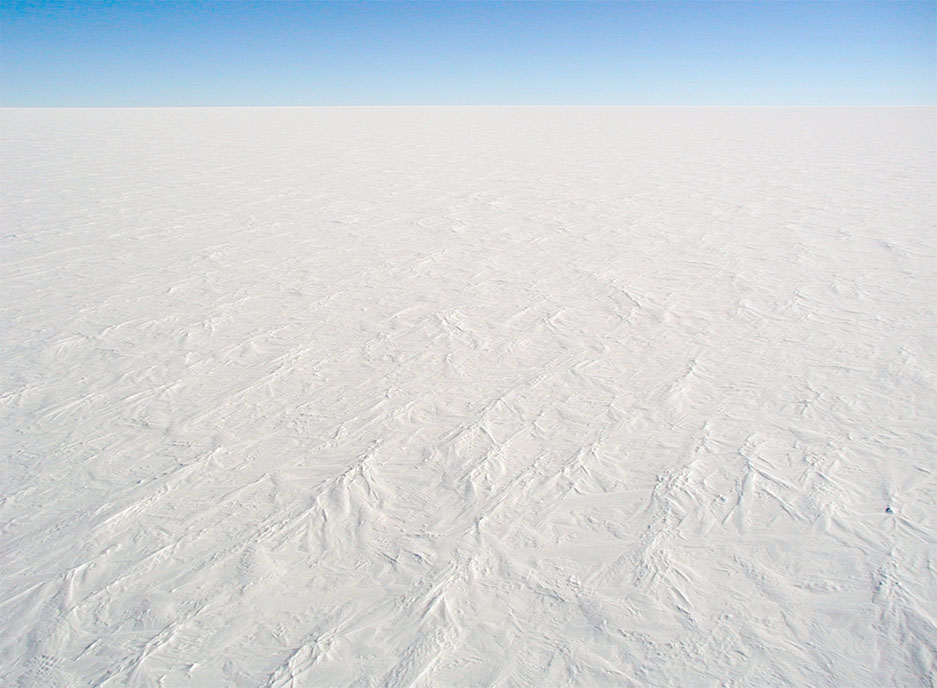
Powierzchnia kopuły lodowej C w pobliżu stacji Concordia reprezentuje typowy krajobraz wnętrza kontynentu

Antarktyda Wschodnia jest chłodniejsza od Zachodniej, ponieważ ma większą średnią wysokość. Fronty atmosferyczne rzadko przenikają w głąb kontynentu, pozostawiając jego wnętrze zimne i suche. Wewnątrz kontynentu, w pobliżu bieguna, znajduje się przez znaczną część roku ośrodek wysokiego ciśnienia. Niże przynoszące opady pojawiają się rzadko. Na przybrzeżnych morzach ośrodki niżowe tworzą tzw. bruzdę niskiego ciśnienia. Taki układ baryczny powoduje cyrkulację mas powietrza i bardzo silne wiatry wiejące od bieguna do wybrzeży; także ukształtowanie powierzchni sprzyja powstawaniu silnych wiatrów katabatycznych, spływających z wyżynnego wnętrza lądu ku jego brzegom. Prędkość wiatrów w pobliżu wybrzeży sięga 50–90 m/s (180–325 km/h). Wiatry silne (powyżej 15 m/s) wieją przez 200–340 dni w roku. Bruzdy niskiego ciśnienia powodują częste sztormy na przybrzeżnych morzach.

### Opady i nasłonecznienie
Zachmurzenie we wnętrzu kontynentu Antarktydy jest mniejsze niż w Arktyce, przez 45–65% dni w roku niebo jest zachmurzone w mniej niż 50%. Wybrzeże jest znacznie bardziej zachmurzone niż wnętrze kontynentu. Opady występują prawie wyłącznie pod postacią stałą (śnieg lub grad), deszcze zdarzają się bardzo rzadko i tylko podczas lata na wybrzeżach. Wnętrze Antarktydy jest lodową pustynią z niewielką ilością opadów, średnio poniżej 100 mm rocznie; w pobliżu wybrzeży opady są większe, osiągając typowo 200 mm w skali roku. Na stacji polarnej Amundsen-Scott na biegunie południowym spadają zaledwie 2 milimetry śniegu na rok; pod koniec lat 90. XX wieku na wybrzeżach zarejestrowano rekordowe opady przekraczające 800 mm w skali roku.
W lecie, w pogodne dni, na biegunie południowym do powierzchni ziemi dociera więcej promieniowania słonecznego niż na równiku, gdyż Słońce świeci 24 godziny dziennie. Największe nasłonecznienie występuje w strefie 70-80°S. Niemniej bilans promieniowania cieplnego jest generalnie ujemny, na biegunie południowym ma średnią roczną wartość -377 MJ/m², a wartości dodatnie osiąga tylko w oazach antarktycznych (np. 1574 MJ/m² rocznie w stacji Oazis). Oparzenie słoneczne jest częstym problemem zdrowotnym, jako że powierzchnia śniegu odbija prawie całe padające promieniowanie ultrafioletowe. W tak wysokich szerokościach geograficznych występują długie okresy stałej ciemności lub stałego oświetlenia, tworzące warunki nieznane ludziom żyjącym w większej części świata.

### Zjawiska atmosferyczne
Zorza polarna – blask obserwowany na nocnym niebie wokół południowego bieguna magnetycznego, wywołany przez plazmę wiatru słonecznego, która uderza w ziemską magnetosferę. Innym wyjątkowym zjawiskiem polarnym jest tzw. pył diamentowy, przyziemna chmura złożona z maleńkich kryształków lodu. Zwykle pojawia się przy bezchmurnym niebie. Często towarzyszą mu zjawiska optyczne w atmosferze, między innymi słońca poboczne, jasne plamki na niebie po dwóch stronach rzeczywistego Słońca.

## Populacja

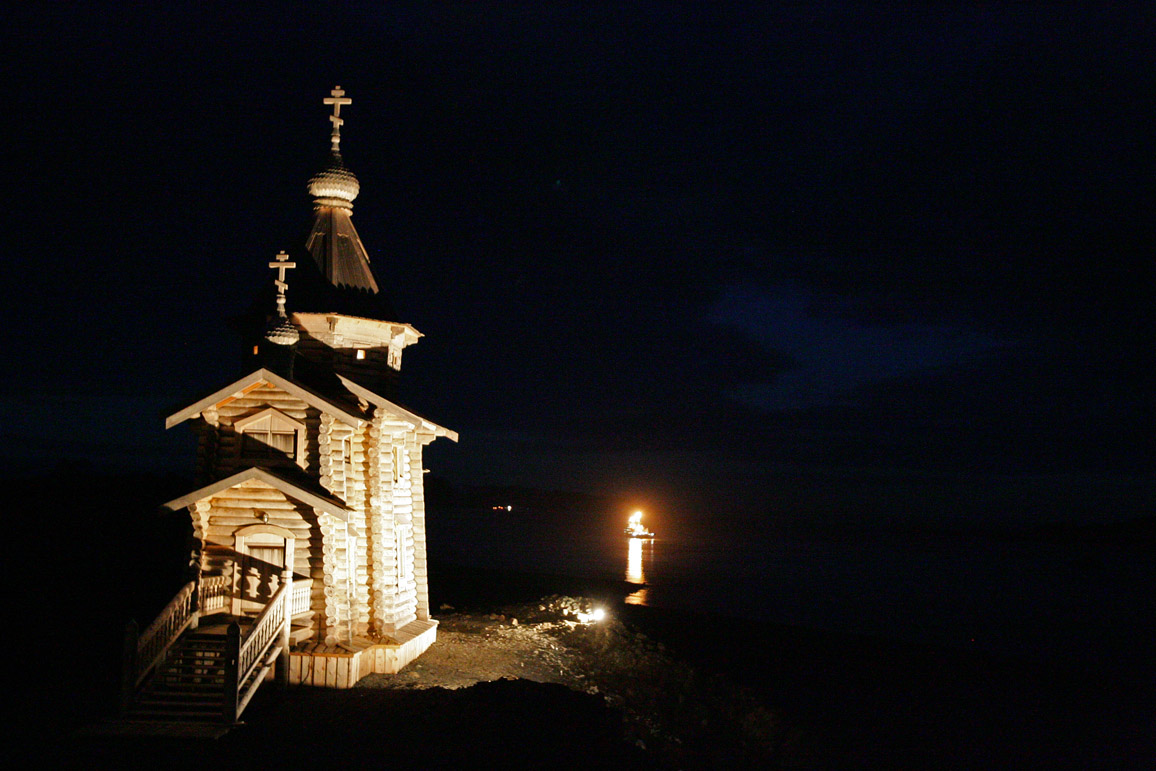
Cerkiew Trójcy Świętej na Wyspie Króla Jerzego nocą (2005)

Około 30 państw utrzymuje stacje badawcze na kontynencie, sezonowe lub stale obsadzone przez personel (w tym gronie znajduje się Polska). Liczba osób prowadzących lub wspierających badania naukowe i inne prace na kontynencie i pobliskich wyspach waha się od około 1100 zimą do około 4400 latem, co daje Antarktyce gęstość zaludnienia między 0,00008 a 0,00031 mieszkańca na kilometr kwadratowy. Wiele stacji pracuje przez cały rok, personel zimowy zwykle przybywa z krajów pochodzenia na jeden rok. W Antarktyce znajduje się siedem chrześcijańskich kaplic lub kościołów, na samym kontynencie położone są dwie (w stacjach Esperanza i Belgrano II). Prawosławna Cerkiew Trójcy Świętej na Wyspie Króla Jerzego, otwarta w 2004 w rosyjskiej bazie Bellingshausen, jest czynna przez cały rok; posługuje w niej jeden lub dwóch kapłanów, zmieniających się rotacyjnie co roku.
Pierwszymi mieszkańcami Antarktyki, rozumianej jako obszar na południe od strefy konwergencji antarktycznej, byli brytyjscy i amerykańscy łowcy fok, którzy od 1786 spędzali rok lub więcej na Georgii Południowej. W epoce wielorybnictwa, która trwała do 1966, liczba ludności tej wyspy wahała się od około 200 zimą do ponad 1000 latem (w kilku latach ponad 2000). Większość wielorybników była Norwegami, choć z czasem przybywało Brytyjczyków. Powstały osiedla wielorybnicze: Grytviken, Leith Harbour, King Edward Point, Stromness, Husvik, Prince Olav Harbour, Ocean Harbour i Godthul. Kierownicy i inni wyżsi oficerowie stacji wielorybniczych często mieszkali w nich razem z rodzinami. Wśród nich był założyciel Grytviken, kapitan Carl Anton Larsen, norweski wielorybnik i podróżnik, który wraz ze swoją rodziną przyjął obywatelstwo brytyjskie w 1910.

Pierwszym dzieckiem urodzonym w południowym regionie polarnym była Norweżka Solveig Gunbjørg Jacobsen, urodzona w Grytviken 8 października 1913, a jej narodziny zostały odnotowane przez rezydenta Brytyjskiego Magistratu Georgia Południowa. Była córką Fridthjofa Jacobsena, asystenta kierownika stacji wielorybniczej i Klary Olette Jacobsen. Jacobsen przybył na wyspę w 1904 i w latach 1914–1921 był kierownikiem stacji Grytviken; dwoje jego dzieci urodziło się na wyspie.
Pierwszą osobą, która urodziła się na południe od 60 równoleżnika południowego (granica Antarktyki zgodnie z Układem Antarktycznym), na kontynencie antarktycznym, był Emilio Palma. Przyszedł na świat w 1978 w argentyńskiej bazie Esperanza, na czubku Półwyspu Antarktycznego; jego rodzice zostali wysłani tam wraz z siedmioma innymi rodzinami przez rząd Argentyny, aby ustalić, czy możliwe jest zasiedlenie kontynentu przez osoby cywilne, dla wzmocnienia argentyńskich roszczeń terytorialnych. W 1984 w stacji Presidente Eduardo Frei urodził się Chilijczyk Juan Pablo Camacho. W niektórych stacjach żyją rodziny z dziećmi uczęszczającymi do zorganizowanych tam szkół. Do 2009 w Antarktyce (na południe od 60°S) urodziło się jedenaścioro dzieci: ośmioro w stacji Esperanza i troje w stacji Frei.

## Różnorodność biologiczna

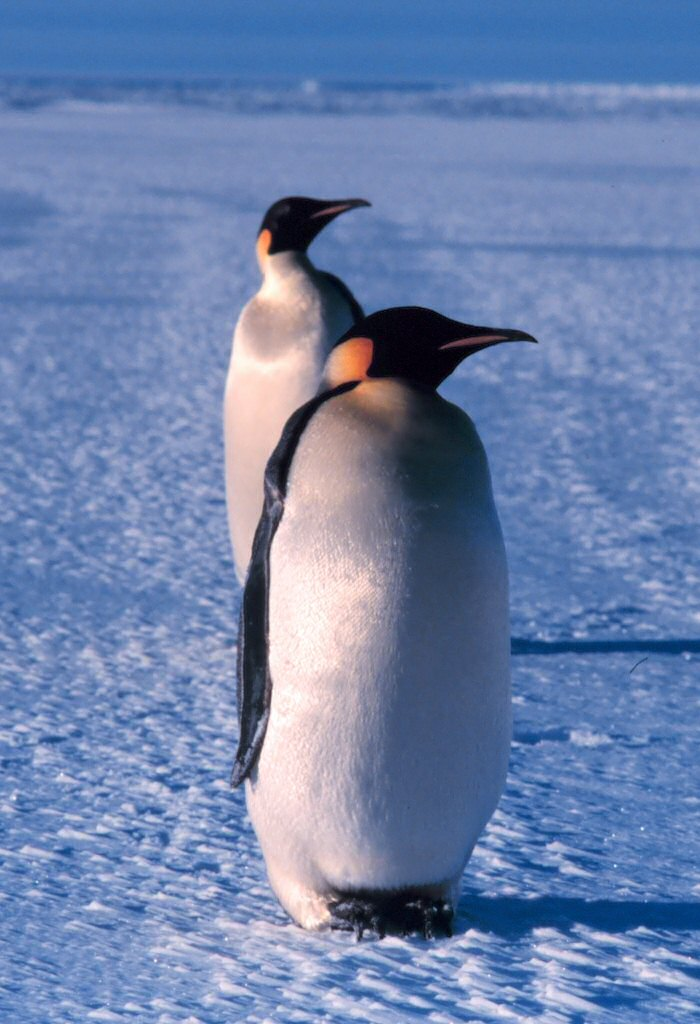
Pingwiny cesarskie nad Morzem Rossa

### Zwierzęta
Cechą charakterystyczną fauny antarktycznej jest brak rodzimych kręgowców całkowicie lądowych. Występujące tu gatunki ptaków (53 gatunki reprezentowane przez przedstawicieli: pingwinów, wydrzyków, mew, warcabnika, albatrosów, fulmarów, rybitw, kormoranów) i ssaków (6 gatunków z nadrodziny płetwonogich, Pinnipedia), choć potrzebują środowiska lądowego do reprodukcji, pierzenia/linienia i odpoczynku, to jednak uzależnione są od środowiska morskiego, w którym zdobywają pożywienie. Wśród ptaków dominują pingwiny, stanowiąc 90% biomasy ptaków Oceanu Południowego. Charakterystyczne gatunki to m.in. pingwin cesarski (Aptenodytes forsteri), pingwin Adeli (Pygoscelis adeliae), pingwin maskowy (P. antarcticus) oraz pingwin białobrewy (P. papua). Petrel śnieżny jest jednym z trzech ptaków, które gniazdują wyłącznie w Antarktyce. Spośród ssaków endemiczne są 4 gatunki: krabojad foczy (Lobodon carcinophagus), weddelka arktyczna (L. weddelli), amfitryta lamparcia (tzw. lampart morski, Hydrurga leptonyx) i foczka mała (in. foka Rossa, Ommatophoca rossi). Faunę lądową stanowią bezkręgowce, reprezentowane przez kilka gatunków muchówek z rodziny ochotkowatych (występujące na wyspach i w rejonie nadmorskim – największym wyłącznie lądowym zwierzęciem żyjącym na Antarktydzie jest nielotna muchówka Belgica antarctica, osiągająca do 6 mm długości), roztocze, skoczogonki, wszy, nicienie, niesporczaki, wrotki i pierwotniaki. Słodkowodne zbiorniki śródlądowe zasiedlane są przez nieliczne gatunki widłonogów, małżoraczków, wioślarek i wrotków. Bardzo duży udział stanowią gatunki endemiczne, np. większość gatunków skoczogonków i prawdopodobnie wszystkie gatunki nicieni występujące na tym obszarze są endemiczne.
Fauna bentosowa i pelagiczna mórz oblewających Antarktydę obejmuje ponad 8200 gatunków. Najliczniej pod względem liczby gatunków reprezentowane są stawonogi (2309 gatunków), nicienie (1909 gatunków) i strunowce (718 gatunków). Spośród kręgowców najliczniej reprezentowane są ryby – 314 gatunków, występujące tam ssaki to 10 gatunków waleni. Bardzo duży odsetek stanowią gatunki endemiczne (np. wśród występujących tam małży 43% gatunków, a wśród ślimaków 74% gatunków to endemity). Stwierdzono też endemiczne taksony wyższej rangi: wśród ryb endemicznymi dla Antarktyki są rodziny Bathydraconidae oraz Channichthâyidae. Duży odsetek endemitów w faunie szelfowej wynika z izolacji, spowodowanej przez wokółantarktyczny prąd morski, oraz ewolucji w kierunku przystosowania do skrajnie surowych warunków środowiskowych. Charakterystyczną cechą bentosu jest brak krabów. Innymi charakterystycznymi cechami antarktycznej fauny bentosowej są długowieczność osobników i gigantyzm – przedstawiciele gatunków antarktycznych żyją dłużej i osiągają większe wymiary ciała niż ich pobratymcy z wód cieplejszych.
W 2010 ukazał się spis gatunków żyjących w morzach Antarktyki, przygotowany przez około 500 badaczy podczas Międzynarodowego Roku Polarnego. Badania te były częścią globalnej kampanii Census of Marine Life (CoML) i ujawniły kilka znaczących wyników. Ponad 235 gatunków organizmów morskich żyje w obu regionach polarnych, które dzieli 12 000 km. Duże zwierzęta, takie jak niektóre walenie i ptaki, odbywają rocznie podróże w obie strony. Bardziej zaskakujące było występowanie w obu obszarach mórz polarnych małych gatunków, takich jak strzykwy i pelagiczne ślimaki morskie. W ich rozprzestrzenieniu mogły pomóc różne czynniki – temperatura na dnie oceanu w rejonie biegunów i równika różni się o nie więcej niż 5 °C, a cyrkulacja termohalinowa może transportować jaja i larwy tych organizmów.

### Grzyby

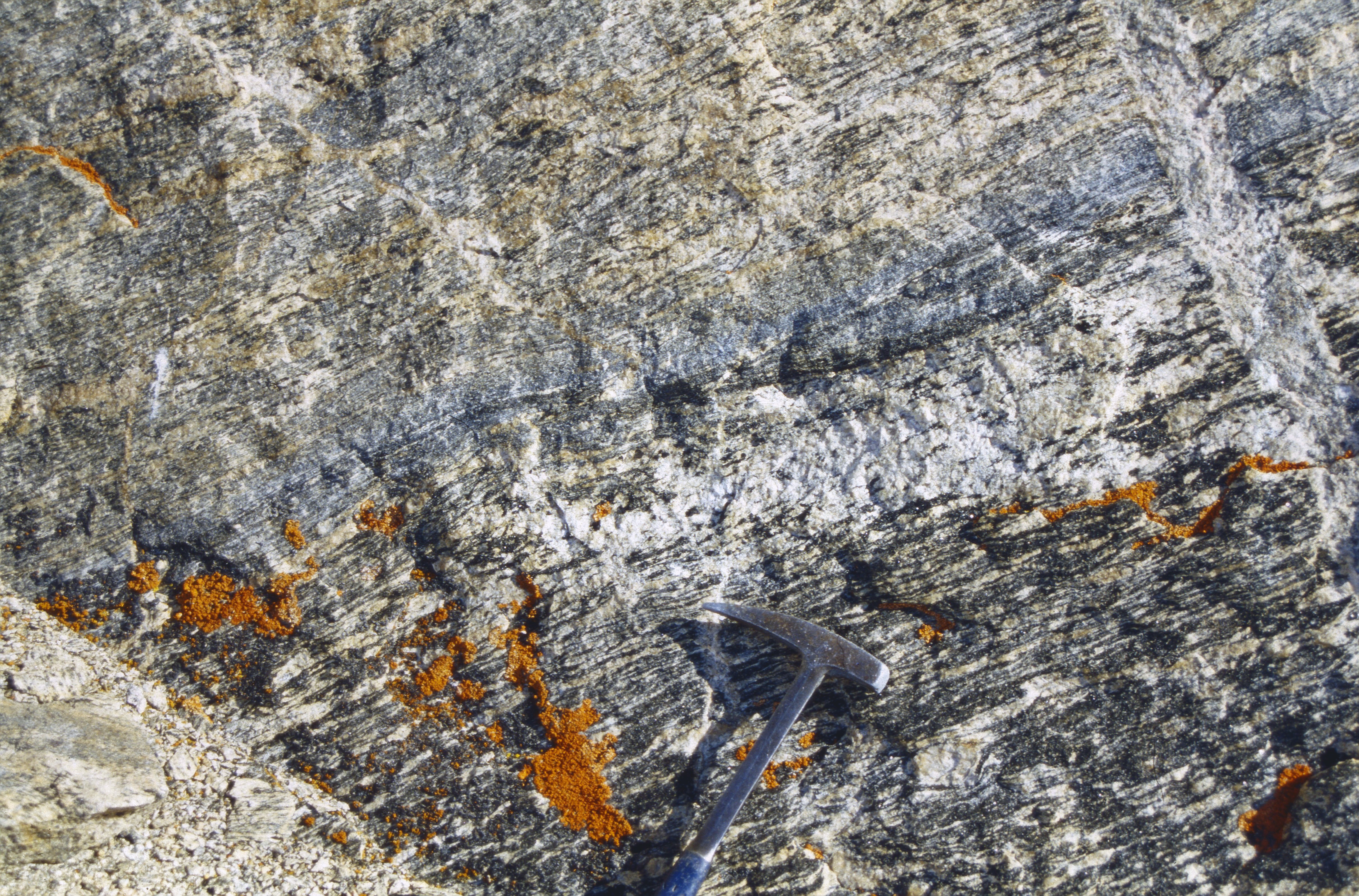
Rdzawe plechy porostu Xanthoria elegans na skale na Ziemi Królowej Maud

Na Antarktydzie rozpoznano około 1150 gatunków grzybów, z których około 400 tworzy porosty. Ze względu na ekstremalne warunki życia, część z nich to endolity (kryptoendolity); organizmy te przyczyniły się do kształtowania formacji skalnych w McMurdo Dry Valleys i na sąsiadujących grzbietach skalnych. Ich przystosowania do środowiska obejmują: prostą budowę ciała, słabo zróżnicowane struktury, metabolizm i enzymy funkcjonujące w bardzo niskich temperaturach oraz skrócone cykle życiowe. Komórki grzybów, grubościenne i zawierające dużo melaniny, chronią je przed promieniowaniem UV. Cechy te występują u różnych, nawet daleko spokrewnionych grup grzybów, a także u glonów i sinic, co sugeruje, że są to niezależne adaptacje do warunków panujących na Antarktydzie. Antarktyczne grzyby, takie jak Cryomyces minteri, dzięki tym adaptacjom są w stanie przetrwać także w warunkach odpowiadających powierzchni Marsa, co daje podstawy do spekulacji, jak mogło wyglądać (o ile kiedykolwiek istniało) życie na Marsie. Niektóre z antarktycznych grzybów są endemitami; należą do nich gatunki żyjące na guanie, które rozwinęły się w warunkach wymagających przystosowania zarówno do ekstremalnego zimna podczas wzrostu, jak też do przetrwania drogi przez jelita zwierząt stałocieplnych.

### Rośliny

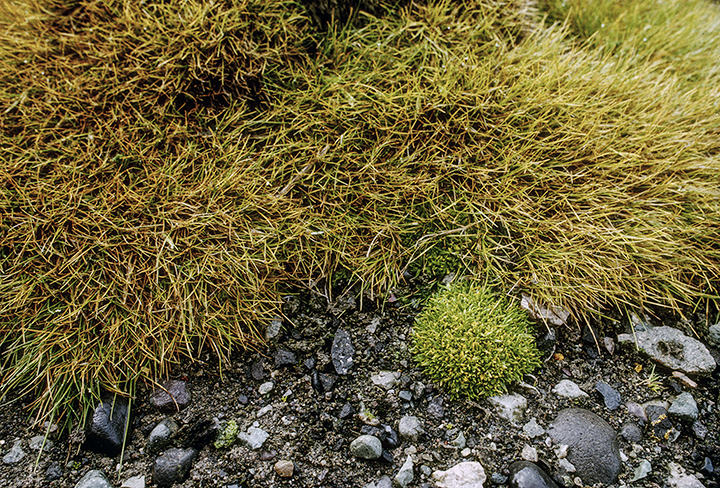
Śmiałek antarktyczny i kolobant antarktyczny, tu na Szetlandach Południowych

Współczesny klimat Antarktydy uniemożliwia bujną wegetację. Wzrost roślin utrudnia połączenie niskich temperatur, słabej gleby, niedoboru wilgoci i światła słonecznego. W rezultacie flora jest mało zróżnicowana i występuje tylko na ograniczonych obszarach. W dużej mierze składa się z mszaków. Występuje około 100 gatunków mchów i 25 gatunków wątrobowców, ale tylko dwa rodzime gatunki roślin naczyniowych, z których oba rosną na Półwyspie Antarktycznym: śmiałek antarktyczny (Deschampsia antarctica) i kolobant antarktyczny (Colobanthus quitensis). Trzecim gatunkiem, który zadomowił się w Antarktyce, jest zawleczona przez człowieka wiechlina roczna (Poa annua). Na obszarach morskich występują fitoplankton i makrofity, będące pokarmem dla zooplanktonu. Produkcja fitoplanktonu jest szacowana na ok. 610 mln ton rocznie.

### Inne organizmy

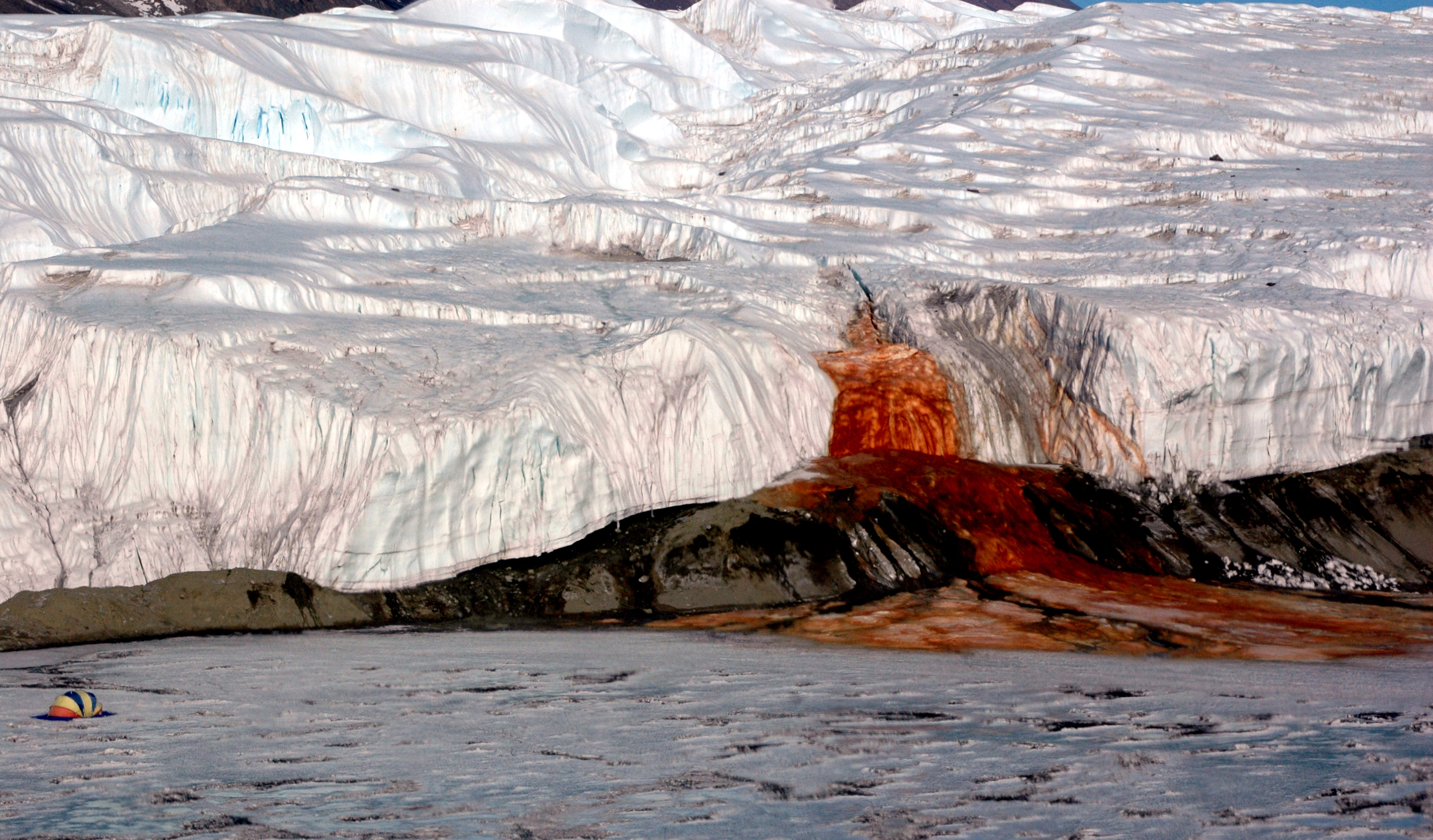
Czerwony wypływ spod Lodowca Taylora, tzw. Blood Falls

W Antarktyce żyje siedemset gatunków glonów, w większości należą one do fitoplanktonu. Tworzą one również zjawiska takie jak czerwony śnieg; barwne glony i okrzemki są szczególnie częste latem w pobliżu wybrzeży. W osadach jezior żyją bakterie i archeony. Żywe bakterie były znajdowane nawet pod ośmiusetmetrowej grubości pokrywą lodu, w podlodowcowym jeziorze.

### Ekosystemy
Ekosystemy (zwłaszcza lądowe i słodkowodne) cechują się stosunkowo prostą strukturą, łańcuchy pokarmowe są krótkie. Bogactwo gatunkowe fauny morskiej jest stosunkowo małe, choć większe niż w Arktyce. Produktywność ekosystemów pelagicznych jest latem stosunkowo wysoka, lecz zimą drastycznie maleje (średnia roczna produkcji pierwotnej: ok. 20–100 g/m2/rok), wysokie liczebności osiągają niektóre gatunki widłonogów, skrzydłonogów i eufauzji. Przedstawiciel tych ostatnich – kryl antarktyczny, jest gatunkiem kluczowym ekosystemu Oceanu Południowego i ważnym źródłem pożywienia wielorybów, uchatek, fok, kałamarnic, ryb z podrzędu nototeniowców, pingwinów, albatrosów i wielu innych ptaków.

### Ochrona przyrody

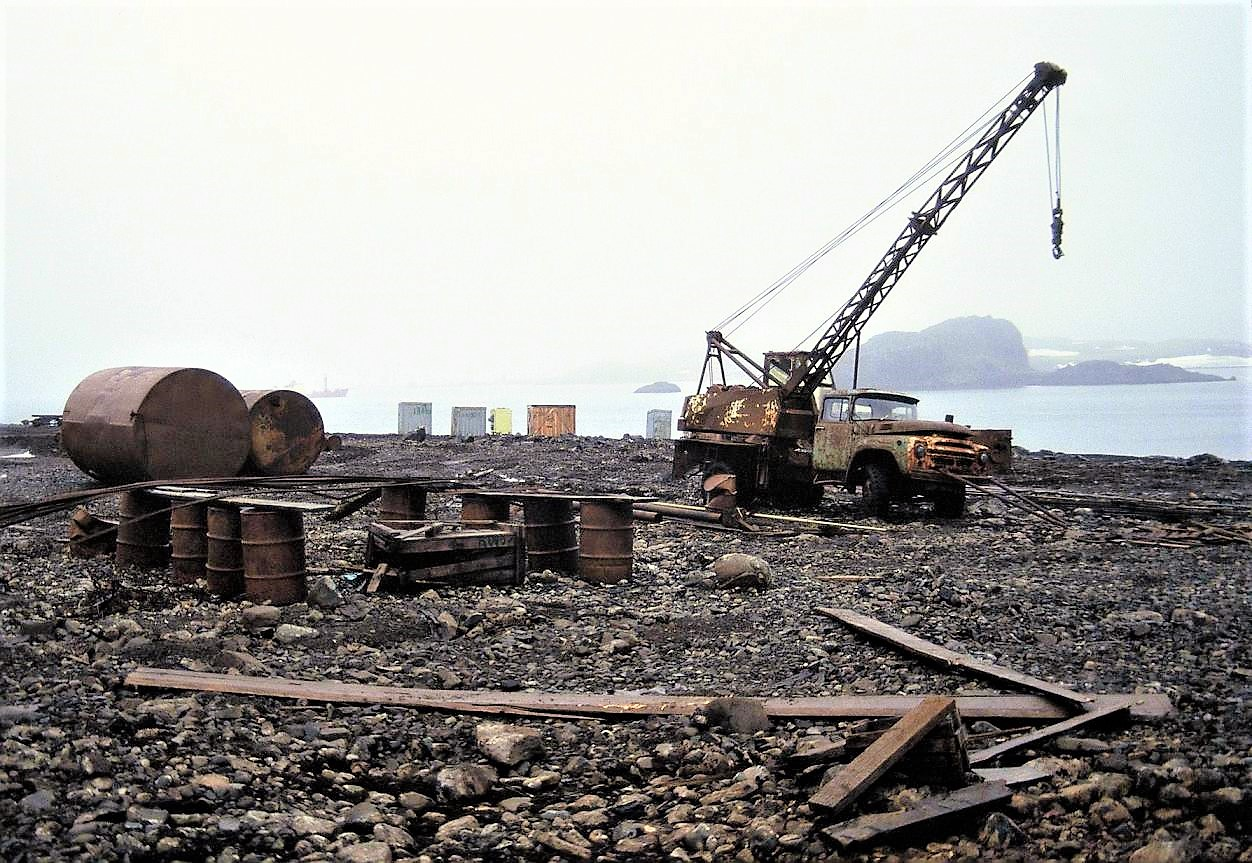
Składowanie odpadów (nawet starych pojazdów), jak na zdjęciu koło stacji Bellingshausen w 1992, jest zakazane od wejścia w życie Protokołu o ochronie środowiska naturalnego w 1998

Protokół o ochronie środowiska naturalnego do Układu Antarktycznego (znany również jako protokół madrycki lub protokół środowiskowy) wszedł w życie w 1998. Jest to główny dokument dotyczący ochrony przyrody i zarządzania bioróżnorodnością na Antarktydzie. Komitet Ochrony Środowiska doradza zgromadzeniom konsultacyjnym sygnatariuszy Układu. Możliwość niezamierzonego sprowadzenia obcych gatunków jest uznawana za poważne zagrożenie dla środowiska Antarktyki.
W 1978 w Stanach Zjednoczonych uchwalono ustawę o ochronie Antarktydy, która przyniosła kilka ograniczeń w amerykańskiej działalności na Antarktydzie. Ustawa przewiduje kary za wprowadzenie obcych roślin i zwierząt, jak również za polowanie na gatunki rodzime. Przełowienie kryla, który odgrywa kluczową rolę w ekosystemie Antarktyki, skłoniło władze do wydania rozporządzenia w sprawie połowów. Konwencja o ochronie żywych zasobów morskich Antarktyki (ang. Convention for the Conservation of Antarctic Marine Living Resources, CCAMLR), która weszła w życie w 1980, wymaga, aby regulacje dotyczące wszystkich łowisk Oceanu Południowego brały pod uwagę potencjalne skutki dla całego ekosystemu Antarktyki. Pomimo tych nowych aktów poważnym problemem pozostawały nieuregulowane i nielegalne połowy ryb, w szczególności antara patagońskiego. Według ocen, nielegalne połowy antara w latach 2000. wzrosły nawet do 32 000 ton; problem ten w dużej mierze został rozwiązany dzięki zwiększonym kontrolom, spadając do poziomu ocenianego na około 1300 ton w 2010.

## Polityka
całoroczne stacje polarne
     letnie stacje polarne
     obozy
     schronienia

Symbol Układu Antarktycznego obowiązujący od 2002

Placówki badawcze w Antarktyce według wykazu COMNAP z 2015
całoroczne stacje polarne
letnie stacje polarne
obozy
schronienia

Antarktyda nie należy do żadnego państwa i nie ma rządu, chociaż niektóre państwa roszczą sobie prawa do fragmentów jej terytorium. Kilka z nich uznaje wzajemnie swoje prawa, ale żadne z nich nie jest powszechnie uznawane.
Kwestia statusu prawnego Antarktydy była szeroko dyskutowana od czasu zakończenia II wojny światowej. Były wysuwane różne propozycje: ustanowienie tymczasowego modus vivendi, przy zawieszeniu roszczeń terytorialnych, ustanowienie terytorium powierniczego lub kondominium. W 1959 w wyniku tych rozmów uchwalono Układ Antarktyczny i nie są zgłaszane nowe roszczenia co do terytoriów w Antarktyce. Układ i inne powiązane umowy regulują status obszarów na południe od równoleżnika 60° S, zarówno lądu, jak i lodowców szelfowych. Układ został podpisany przez dwanaście państw, w gronie tym były Argentyna, Australia, Chile, Stany Zjednoczone, Wielka Brytania i Związek Radziecki; Polska dołączyła do niego już w 1961. Zapewnił on wolność badań naukowych i ochronę środowiska, a zakazał działalności wojskowej na Antarktydzie. Było to pierwsze porozumienie dotyczące kontroli zbrojeń podczas zimnej wojny.
W latach 80. strony układu rozpoczęły negocjacje w sprawie konwencji regulującej eksploatację złóż na Antarktydzie. W tym czasie międzynarodowe organizacje pozarządowe rozpoczęły kampanię w celu zapobieżenia rozwojowi wydobycia minerałów w regionie. Przewodnią rolę odgrywał w tym Greenpeace, który założył własną placówkę w Antarktyce, World Park Base, w rejonie Morza Rossa i prowadził coroczne wyprawy w celu monitorowania skutków ludzkiej działalności w tej części świata. W 1988 uchwalono Konwencję o regulacji zasobów mineralnych Antarktyki (ang. Convention on the Regulation of Antarctic Mineral Resources, CRAMRA). Jednak w następnym roku Australia i Francja odmówiły ratyfikowania tej konwencji, blokując jej wejście w życie. Państwa te zaproponowały w zamian wynegocjowanie kompleksowego porozumienia co do ochrony środowiska Antarktyki. Wskutek tych zabiegów powstał Protokół w sprawie ochrony środowiska naturalnego do Układu Antarktycznego („protokół madrycki”), który wszedł w życie 14 stycznia 1998. Protokół madrycki zakazuje wszelkiej działalności wydobywczej na Antarktydzie, określając Antarktydę jako „rezerwat naturalny poświęcony pokojowi i nauce”.

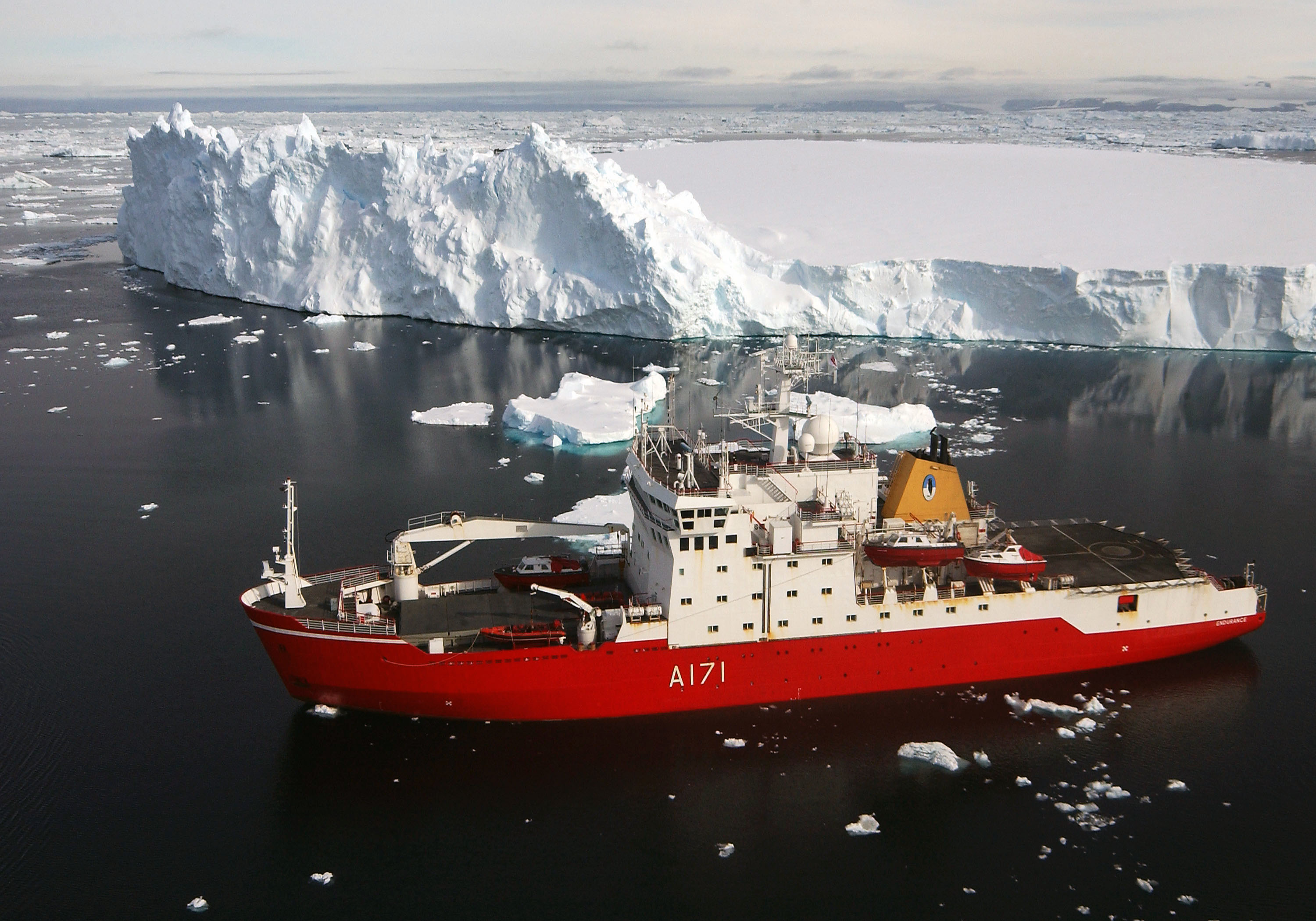
HMS „Endurance”, statek patrolowy Royal Navy w Antarktyce

Układ Antarktyczny zakazuje wszelkiej działalności wojskowej w Antarktyce, w tym tworzenia baz wojskowych i fortyfikacji, manewrów wojskowych i testowania broni. Obecność wojskowych lub sprzętu jest dozwolona tylko jako wsparcie logistyczne badań naukowych lub w innych celach pokojowych. Jedyne udokumentowane manewry lądowe przeprowadziły siły zbrojne Argentyny: operacja pod nazwą Operación 90 polegała na dotarciu grupy dziesięciu żołnierzy do bieguna południowego.

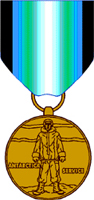
Medal za służbę w Antarktyce

Siły Zbrojne Stanów Zjednoczonych przyznają medal za służbę w Antarktyce (ang. Antarctica Service Medal) żołnierzom lub cywilom, którzy pracują na Antarktydzie. Osobom, które spędziły w Antarktyce dwa sześciomiesięczne sezony, przysługuje okucie ze słowami Wintered Over („przezimował”).

### Wizyty rządzących głów państw
10 lutego 2015 król Norwegii Harald V jako pierwszy sprawujący władzę monarcha odwiedził Antarktykę, lądując na Ziemi Królowej Maud, do której Norwegia rości sobie prawa, i zyskując tym sobie przydomek „króla Antarktydy” (norw. kongen av Antarktis).

### Roszczenia terytorialne
| Data | Państwo         | Terytorium                                                    | Granice sektora                            | Mapa |
| ---- | --------------- | ------------------------------------------------------------- | ------------------------------------------ | ---- |
| 1908 | Wielka Brytania | Brytyjskie Terytorium Antarktyczne                            | 20°W do 80°W                               |      |
| 1923 | Nowa Zelandia   | Dependencja Rossa                                             | 150°W do 160°E                             |      |
| 1924 | Francja         | Francuskie Terytoria Południowe i Antarktyczne (Ziemia Adeli) | 142°02′E do 136°11′E                       |      |
| 1929 | Norwegia        | Wyspa Piotra I                                                | 68°50′S 90°35′W/-68,833333 -90,583333      |      |
| 1933 | Australia       | Australijskie Terytorium Antarktyczne                         | 160°E do 142°02′E oraz 136°11′E do 44°38′E |      |
| 1939 | Norwegia        | Ziemia Królowej Maud                                          | 44°38′E do 20°W                            |      |
| 1940 | Chile           | Magallanes (Chilijskie Terytorium Antarktyczne)               | 53°W do 90°W                               |      |
| 1943 | Argentyna       | Ziemia Ognista (Antarktyda Argentyńska)                       | 25°W do 74°W                               |      |
| –    | Brak            | Obszar bez roszczeń (Ziemia Marii Byrd)                       | 90°W do 150°W (oprócz Wyspy Piotra I)      |      |

Argentyńskie, brytyjskie i chilijskie roszczenia pokrywają się, co powodowało spory. 18 grudnia 2012 brytyjskie Foreign and Commonwealth Office nazwało wcześniej nienazwany obszar Ziemią Królowej Elżbiety dla uczczenia diamentowego jubileuszu królowej Elżbiety II. 22 grudnia ambasador Wielkiej Brytanii w Argentynie, John Freeman, został wezwany do złożenia wyjaśnień i otrzymał notę protestacyjną. Relacje argentyńsko-brytyjskie wcześniej zaogniły spór związany z planami referendum na Falklandach w 2013 roku i 30. rocznica wojny o Falklandy.
Obszary pokazane jako roszczenia Australii i Nowej Zelandii wcześniej były obszarami roszczeń brytyjskich; zostały one przekazane tym krajom po uzyskaniu niezależności. Australia obecnie zgłasza pretensje do największego obszaru. Australijskie, brytyjskie, francuskie, norweskie i nowozelandzkie roszczenia są wzajemnie uznawane.
Inne państwa – sygnatariusze Układu Antarktycznego mają interesy terytorialne na Antarktydzie, ale postanowienia Układu nie pozwalają na wysuwanie nowych roszczeń.
- Brazylia wskazała „brazylijski obszar zainteresowań”, który formalnie nie ma charakteru roszczenia[141].
- Peru formalnie zastrzegło sobie prawo do zgłoszenia roszczeń[139][140].
- Rosja „odziedziczyła” po ZSRR prawo do zgłoszenia roszczeń, w ramach Układu[1].
- Południowa Afryka formalnie zastrzegła sobie prawo do zgłoszenia roszczeń[139][140].
- Stany Zjednoczone zastrzegły sobie prawo do zgłoszenia roszczeń, w ramach Układu[1].

Historycznie także Trzecia Rzesza rościła sobie prawa do terytorium na Antarktydzie, określanego jako Nowa Szwabia (niem. Neuschwabenland).

## Gospodarka
Z wyjątkiem połowów w wodach przybrzeżnych i uprawianej na małą skalę turystyki, działalność gospodarcza na Antarktydzie obecnie nie ma miejsca.
Choć na Antarktydzie zostały odkryte węgle kopalne, węglowodory, rudy żelaza, platyna, miedź, chrom, nikiel, złoto i inne minerały, nie są one wystarczająco dostępne, aby ich wydobycie było opłacalne; surowce mineralne prawdopodobnie występują także w mniejszych koncentracjach niż na innych kontynentach, wskutek warunków klimatycznych niesprzyjających naturalnemu wzbogacaniu rud. Protokół o ochronie środowiska naturalnego do Układu Antarktycznego z 1991 również ogranicza możliwe konflikty o zasoby naturalne. W 1998 osiągnięto kompromis w sprawie zakazu wydobycia na czas nieokreślony, z możliwością rewizji w 2048.
Podstawową działalnością gospodarczą jest rybołówstwo, w latach 2001–2011 rocznie odławiano (legalnie) od 127 do 230 tysięcy ton ryb. Rybacy łowiący w Antarktyce od 1 lipca 1998 do 30 czerwca 1999 oficjalnie poinformowali o złowieniu 119 898 ton ryb, ocenia się jednak, że nieuregulowane połowy były od pięciu do sześciu razy większe. W następnych latach legalne połowy wzrosły, przekraczając 200 tys. ton w sezonie 2009–10, ale równocześnie zwiększone kontrole sprawiły, że skala kłusownictwa znacznie się zmniejszyła. Mimo tego statki kłusowników wciąż powracają na wody Antarktyki, często pod zmienioną nazwą i banderą; w styczniu 2015 nowozelandzka łódź patrolowa zebrała dowody nielegalnego odławiania antara przez załogi trzech statków i powiadomiła Interpol.
Prowadzona na małą skalę „turystyka ekspedycyjna” istnieje od 1957 i jest obecnie przedmiotem postanowień Układu Antarktycznego i Protokołu o ochronie środowiska, ale efektywnie reguluje ją Międzynarodowe stowarzyszenie antarktycznych operatorów turystycznych (ang. International Association of Antarctica Tour Operators, IAATO), którego członkowie obsługują 95% turystów. Turystów przywożą przeważnie małe lub średnie statki, pływające w łatwo dostępne, malownicze miejsca. W lecie 2013-14 IAATO obsłużyło łącznie 37 405 turystów odwiedzających Antarktykę.
Ruch turystyczny wywołał pewne obawy, w związku z możliwymi negatywnymi skutkami dla środowiska i ekosystemu. Niektórzy ekolodzy i naukowcy wzywali do wprowadzenia bardziej restrykcyjnych przepisów dla statków i ograniczenia liczby turystów. W efekcie Komisja ochrony środowiska wspólnie z IAATO ustaliła wytyczne co do zachowania i ilości turystów w miejscach lądowania, a także wyznaczyła strefy zamknięte w niektórych częściej odwiedzanych miejscach. Z Australii i Nowej Zelandii organizowano loty turystyczne nad Antarktydą, aż do katastrofy lotu Air New Zealand 901 na Mount Erebus w listopadzie 1979, w której zginęło 257 pasażerów. W połowie lat 1990. Qantas wznowił komercyjne przeloty nad Antarktydą z Australii.
Do całego kontynentu, niezależnie od jurysdykcji, przypisany jest kod ISO 3166-1 alfa-2 „AQ”. Różne placówki wykorzystują różnorodne telefoniczne kody krajów i waluty, zależnie od państwa zarządzającego.

## Badania

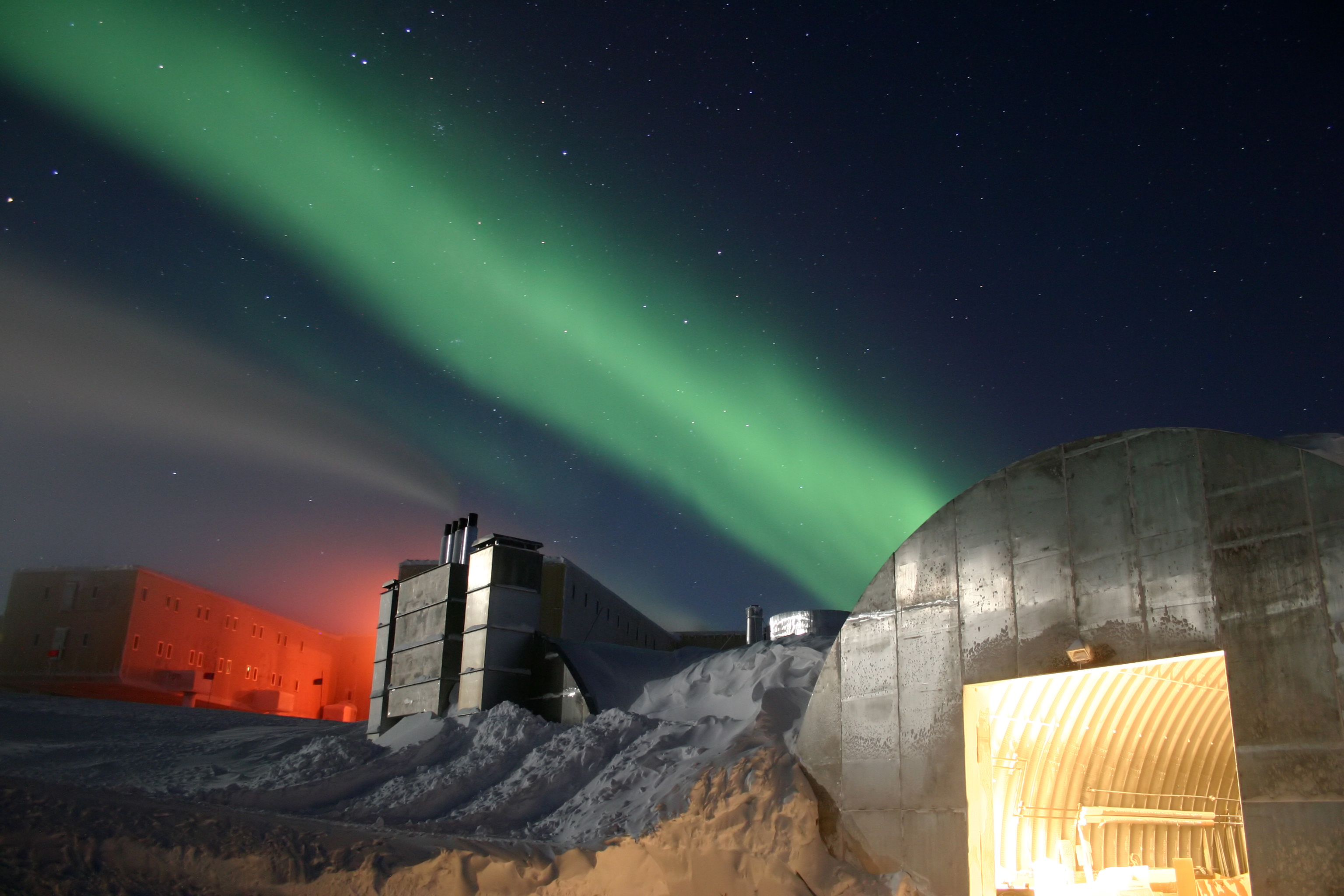
Księżyc w pełni i 25-sekundowa ekspozycja zapewniły dostatecznie dużo światła, aby wykonać zdjęcie stacji Amundsen-Scott podczas nocy polarnej: stacja jest widoczna po lewej, w centrum znajduje się budynek zasilania, po prawej garaż mechaników, a zielony blask w tle to zorza polarna

Każdego roku naukowcy z kilkudziesięciu państw prowadzą na Antarktydzie badania niewykonalne w innych częściach świata. Latem około 4400 naukowców pracuje w stacjach badawczych; liczba ta spada do 1100 w zimie. Amerykańska stacja McMurdo jest największą stacją badawczą na Antarktydzie, zdolną przyjąć ponad 1000 osób: naukowców, personel techniczny, a także turystów. Pierwsza polska stacja polarna, Stacja im. A.B. Dobrowolskiego w Oazie Bungera, została przekazana przez Związek Radziecki w 1959, jednak jej utrzymanie okazało się zbyt kosztowne i trudne logistycznie; obecnie nie funkcjonuje. Polska Stacja Antarktyczna im. Henryka Arctowskiego na Wyspie Króla Jerzego została założona w 1977 i działa do dziś.
Obszary badań naukowców to biologia, geologia, oceanografia, geofizyka, astronomia, glacjologia i meteorologia. Geolodzy zajmują się m.in. tematyką dryfu kontynentów, w szczególności rozpadu superkontynentu Gondwany i meteorytyką. Glacjologów zajmują historia i zmienność sezonowa lodu morskiego, opadów śniegu i pokrywy lodowej. Biolodzy, oprócz obserwacji przyrody, zajmują się badaniem mechanizmów adaptacji organizmów do trudnych warunków środowiska i wpływu obecności ludzi na lokalną przyrodę. W dziedzinie medycyny w Antarktyce dokonano odkryć dotyczących rozprzestrzeniania się wirusów i reakcji organizmu na działanie skrajnych temperatur. Astrofizycy na stacji Amundsen-Scott obserwują sklepienie niebieskie i mikrofalowe promieniowanie tła. Wiele obserwacji astronomicznych można wykonać lepiej z wnętrza Antarktydy, niż z większości innych miejsc na powierzchni Ziemi. Wynika to z dużej wysokości nad poziomem morza, co wiąże się z cieńszą warstwą atmosfery, oraz niskimi temperaturami, przez co zawartość pary wodnej w atmosferze jest niewielka i zmniejszają się fluktuacje termiczne, oraz braku zanieczyszczenia światłem; w efekcie możliwe jest uzyskiwanie bardzo wyraźnych obrazów kosmosu. Największe obserwatorium neutrin na świecie, IceCube Neutrino Observatory, powstało 2 km pod stacją Amundsen-Scott na biegunie południowym i wykorzystuje kilometr sześcienny antarktycznego lodu jako osłonę i ośrodek detektora.
Od lat 70. XX wieku warstwa ozonowa w atmosferze ponad Antarktydą jest istotnym tematem badań. W 1985 trzech brytyjskich uczonych, analizując dane zebrane na stacji Halley, odkryło dziurę ozonową. Później stwierdzono, że niszczeniu ozonu winne są przede wszystkim freony emitowane przez ludzką działalność. We wrześniu 2006 satelity NASA stwierdziły, że dziura ozonowa nad Antarktydą osiągnęła powierzchnię 27,5 miliona km², większą niż kiedykolwiek wcześniej zmierzono. Od uchwalenia Konwencji wiedeńskiej w sprawie ochrony warstwy ozonowej i protokołu montrealskiego pod koniec lat 80. używanie freonów jest zakazane i przewiduje się, że do 2040 dziura ozonowa przestanie osiągać rozmiary powyżej 20 mln km².
W 2007 założone zostało centrum Polar Geospatial Center. Wykorzystując metody teledetekcyjne, centrum to sporządza szczegółowe mapy na użytek amerykańskich zespołów badawczych finansowanych ze środków federalnych. Obecnie Polar Geospatial Center może sporządzać mapy całej Antarktydy o rozdzielczości 50 cm/piksel, co 45 dni.
6 września 2007 Międzynarodowa Fundacja Polarna działająca w Belgii zaprezentowała stację Princesse-Élisabeth, pierwszą stację będącą budynkiem pasywnym, przeznaczoną do badania zmian klimatycznych. Kosztująca 16,3 miliona dolarów stacja z prefabrykatów została wysłana na Antarktydę w końcu 2008, w ramach Międzynarodowego Roku Polarnego. Lider zespołu projektowego stacji Johan Berte kieruje w niej badaniami w zakresie klimatologii, mikrobiologii i glacjologii.
W styczniu 2008 naukowcy z British Antarctic Survey (BAS), pod kierownictwem Hugh Corra i Davida Vaughana, odkryli, że 2200 lat temu pod antarktydzką pokrywą lodową wybuchł wulkan, pozostawiając w lodzie warstwę pyłu wulkanicznego, widoczną przy obserwacjach radarowych z powietrza. Była to największa erupcja wulkaniczna na kontynencie w ciągu ostatnich 10 000 lat. Rozmieszczenie pyłu wskazuje, że erupcja miała miejsce w Górach Hudsona, blisko lodowca Pine Island; jeżeli wulkanizm wciąż ogrzewa tamten obszar, to może przyczyniać się do obserwowanego wzrostu tempa ruchu lodowca.

### Meteoryty

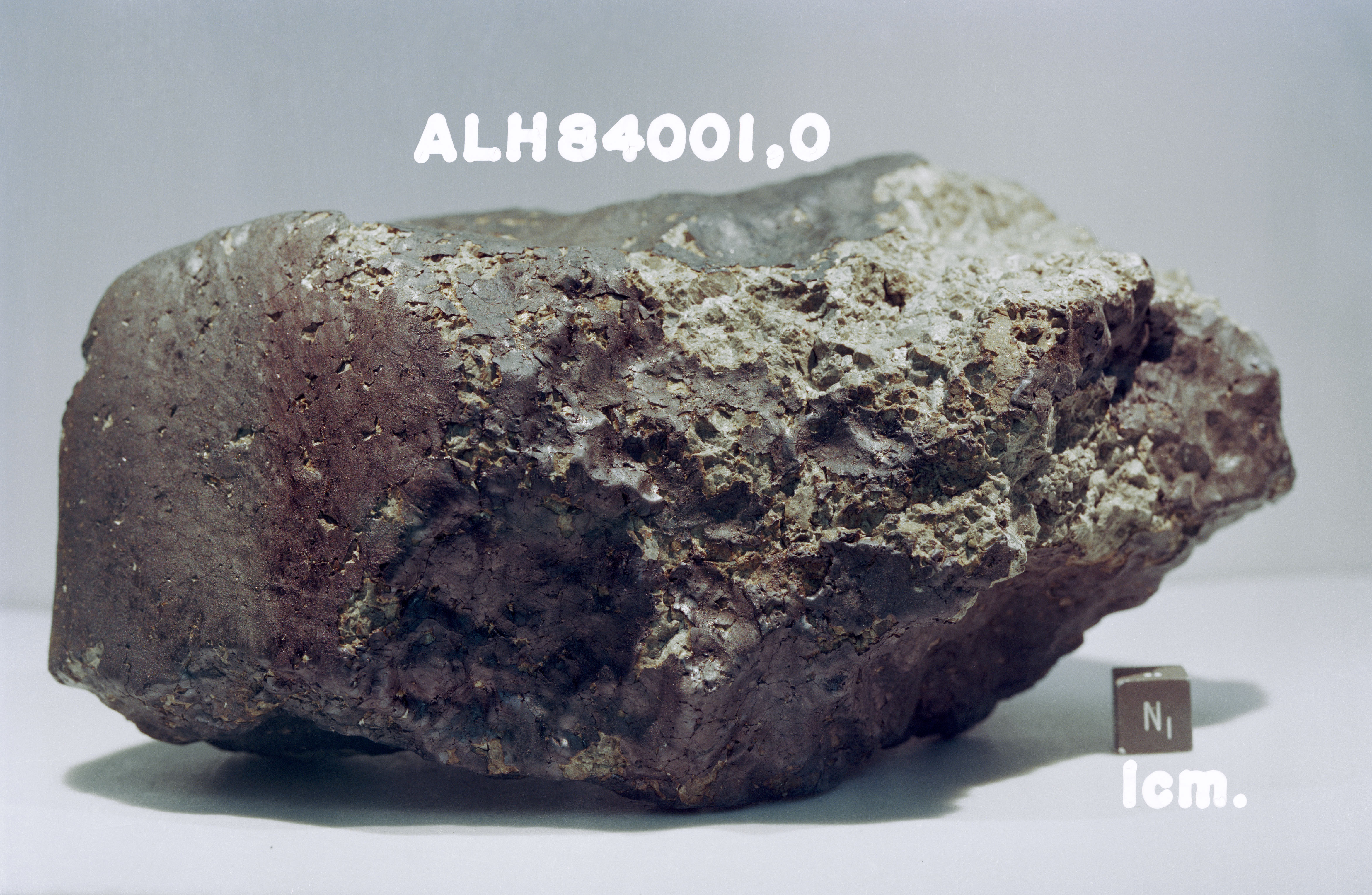
Meteoryt marsjański o oznaczeniu ALH 84001, znaleziony na Antarktydzie

Meteoryty z Antarktydy pozwalają badać pierwotną materię, powstałą na początku istnienia Układu Słonecznego. Uważa się, że większość z nich pochodzi z planetoid, ale niektóre z nich mogą pochodzić z większych planet. Pierwszy meteoryt na tym kontynencie został znaleziony w 1912 i nazwany Adélie Land. W 1969 japońska ekspedycja odkryła dziewięć meteorytów. Większość z nich spadła na obszar lądolodu w ciągu ostatnich milionów lat. Ruch pokrywy lodowej przemieszcza spadłe meteoryty do miejsc stanowiących przeszkody w ruchu lodu, takich jak łańcuchy górskie, a erozja wiatrowa odsłania je po wiekach spędzonych pod nagromadzonym śniegiem. Antarktyczne meteoryty są lepiej zachowane niż te znajdowane w bardziej umiarkowanym klimacie.
Duży zbiór meteorytów z Antarktydy pozwala lepiej zrozumieć liczebność różnych typów meteorytów w Układzie Słonecznym i ich związki z planetoidami i planetami. Wśród nich znajdują się nowe typy meteorytów i meteoryty rzadko spotykane, takie jak skały wybite z Księżyca i Marsa przez uderzenia. Jeden z marsjańskich meteorytów, Allan Hills 84001, spowodował ożywienie debaty o możliwości życia na Marsie, poprzez konkrecje mineralne zinterpretowane jako możliwe mikroskamieniałości. Meteoryty w przestrzeni kosmicznej są poddane działaniu promieni kosmicznych, na podstawie badań laboratoryjnych można określić, jaki czas upłynął od upadku meteorytu. Pomiar taki może być także przydatny w badaniach pokrywy lodowej Antarktyki. W styczniu 2013 na polu lodowym Nansena belgijska ekspedycja SAMBA znalazła meteoryt o masie 18 kg.
Na Antarktydzie nie potwierdzono jak dotąd obecności kraterów uderzeniowych. W 2006 zespół naukowców z Uniwersytetu Stanu Ohio, na podstawie pomiaru sond GRACE, wskazał jednak możliwość istnienia krateru na Ziemi Wilkesa o średnicy około 480 km, którego powstanie mogło mieć związek z wymieraniem permskim około 250 milionów lat temu. W styczniu 2015 pojawiły się doniesienia o odkryciu na Lodowcu Szelfowym Króla Baudouina okrągłej struktury o średnicy 2 km, która może być kraterem wybitym w lodzie. Powiązano to zdarzenie z upadkiem meteorytu z 2004, jednak zdjęcia satelitarne sprzed 25 lat także zdają się ukazywać tę strukturę.

### Badania rakietowe
Od 1962 z Antarktydy wysyłane były rakiety meteorologiczne, przeznaczone do badań górnej atmosfery i jonosfery. Rakiety wystrzeliwano z następujących stacji:
- McMurdo, 28 startów w latach 1962–1963
- Matienzo, 2 starty w 1965
- Dumont d’Urville, 4 starty od 1967
- Marambio, 7 startów w latach 1975–1982
- Siple, 11 startów od 1978 do 1981
- Rothera, 26 startów od 1998.

## Masa pokrywy lodowej i wzrost poziomu morza
Ze względu na położenie wokół bieguna południowego Antarktyda jest bardzo zimna, a woda występuje na niej najczęściej w stanie stałym. Opady są niskie (większość kontynentu jest pustynią) i prawie zawsze mają postać śniegu, który gromadzi się i przekształca w lód, pokrywający większą część Antarktydy. Część tej pokrywy lodowej tworzą ruchome lodowce znane jako strumienie lodowe, które spływają w kierunku krawędzi kontynentu. Przy brzegach kontynentu występują liczne lodowce szelfowe. Tworzą je pływające części lodowców spływających z kontynentu. Dalej od brzegów temperatury są również na tyle niskie, że przez większą część roku występuje pak lodowy. Zrozumienie dynamiki lodu w Antarktyce jest bardzo ważne dla oceny jego potencjalnego wpływu na poziom morza. Zasięg lodu morskiego powiększa się co roku w zimie, większość tego lodu topi się w lecie. Tworzy się on z wody morskiej i pływa w tej samej wodzie, a zatem nie przyczynia się do wzrostu poziomu morza. Zasięg lodu morskiego wokół Antarktydy pozostaje stabilny w ciągu ostatnich dziesięcioleci, choć niejasne jest, czy grubość tej warstwy nie maleje.
Topnienie lodowców szelfowych (które powstały z opadów na lądzie) samo w sobie nie przyczynia się znacznie do wzrostu poziomu morza: lodowiec szelfowy unosząc się na wodzie wypiera ją – topnienie tylko przemieszcza środek masy wody. To odpływ lodu z powierzchni lądu, który tworzy lodowce szelfowe, powoduje wzrost poziomu morza. Efekt ten jest częściowo kompensowany przez śnieg spadający z powrotem na kontynent. W ostatnich dziesięcioleciach kilka dużych lodowców szelfowych u wybrzeży Antarktydy uległo rozpadowi, zwłaszcza wzdłuż Półwyspu Antarktycznego. Pojawiły się obawy, że rozpad tych barier przyczyni się do zwiększenia odpływu lodu z lądolodu pokrywającego kontynent.
Lądolód antarktyczny zawiera około 70% światowych zasobów słodkiej wody, jest on ok. ośmiokrotnie większy niż drugi co do wielkości lądolód grenlandzki. Opady zwiększają ilość zgromadzonej wody, natomiast odpływ lodowców do morza powoduje zmniejszenie tych zasobów. Sumaryczna zmiana netto w okresie 1992–2003 była oceniana jako nieznacznie dodatnia, na poziomie około 33 Gt/rok, ze znacznym zróżnicowaniem regionalnym. Zachodnia Antarktyda obecnie ma już ujemny bilans masy, co z czasem zwiększy światowy poziom mórz. Przegląd badań naukowych od 1992 do 2006 sugeruje, że roczna strata netto wynosi około 50 gigaton lodu (odpowiada to około 0,14 mm wzrostu poziomu morza). Znaczne przyspieszenie ruchu lodowców spływających do Morza Amundsena w 2006 mogło ponad dwukrotnie zwiększyć tę wartość.
Antarktyda Wschodnia to region znacznie chłodniejszy, którego podłoże skalne znajduje się nad poziomem morza; obejmuje większą część kontynentu. Akumulacja śniegu, który przekształca się w lód, jest mała, ale całkowity bilans masy pokrywy lodowej Antarktydy Wschodniej jest uważany za nieznacznie dodatni (więcej lodu akumuluje się, niż odpływa) lub zerowy. Jednakże w niektórych regionach odpływ lodu mógł ulec zwiększeniu.
Obserwacje europejskiego satelity CryoSat-2 ujawniły, że od 2009 stabilne dotąd lodowce w południowej części Półwyspu Antarktycznego zaczęły topnieć, tracąc około 60 km³ lodu rocznie.

## Skutki ocieplenia klimatu

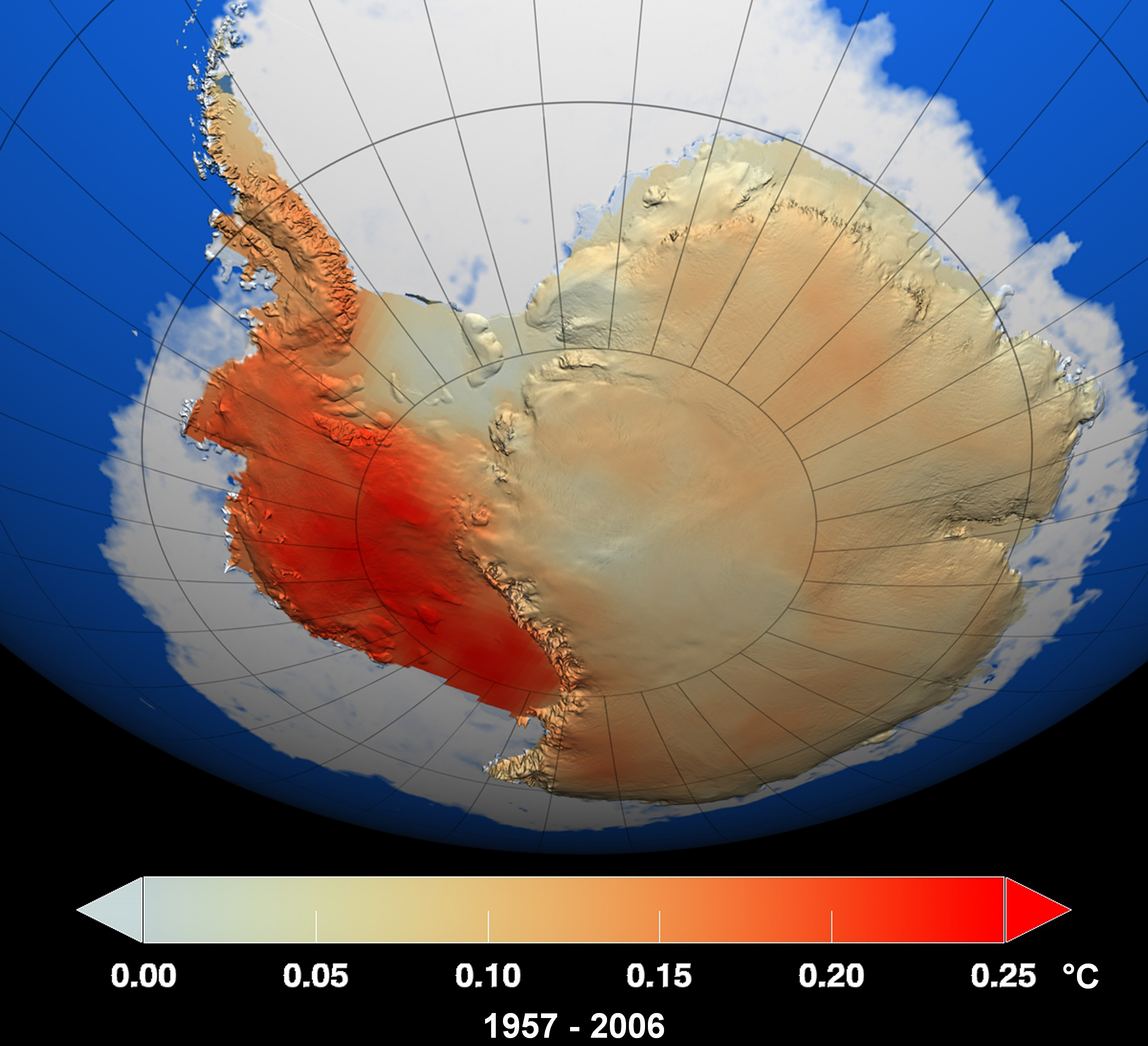
Trend ocieplenia w latach 1957–2006

W niektórych częściach Antarktydy obserwowane jest wyraźne ocieplenie klimatu; szczególnie silne stwierdzono na Półwyspie Antarktycznym. Eric Steig jako pierwszy w 2009 wykazał, że średnia temperatura powierzchni kontynentu Antarktydy nieznacznie rośnie, w tempie >0,05 °C na dekadę od 1957 do 2006. Badania te również wskazały, że Antarktyda Zachodnia w ciągu ostatnich 50 lat ocieplała się w tempie wyższym niż 0,1 °C na dekadę, a efekt ten jest najsilniejszy zimą i wiosną. Jest to częściowo zrównoważone przez jesienne ochłodzenie Antarktydy Wschodniej. Istnieją dowody na to, że wpływ na ogrzewanie Antarktydy ma antropogeniczna emisja gazów cieplarnianych, przede wszystkim dwutlenku węgla, chociaż nie jest to bezsprzecznie wykazane. Ocieplenie powierzchni Antarktydy Zachodniej, choć duże, nie doprowadziło do znacznego topnienia powierzchni lądolodu i nie ma bezpośredniego związku ze wzrostem poziomu morza. Wzrost tempa ruchu strumieni lodowcowych w tej części kontynentu bywa jednak tłumaczony zwiększonym napływem ciepłej wody z głębin oceanu, tuż przy krawędzi szelfu kontynentalnego. Z kolei w regionie Półwyspu Antarktycznego ocieplenie atmosfery ma prawdopodobnie istotny wpływ na topnienie pokrywy lodowej.
W 2002 rozpadł się lodowiec szelfowy Larsen-B u wybrzeża Półwyspu Antarktycznego. 28 lutego i 8 marca 2008 odłamało się około 570 km² lodu z Lodowca Szelfowego Wilkinsa przylegającego do Wyspy Aleksandra w południowo-zachodniej części półwyspu, wystawiając pozostałe 15 000 km² na ryzyko. Pokrywę lodową podtrzymywały pasma lodu szerokości około 6 km; duża część lodowca rozpadła się 5 kwietnia 2009. Według NASA najbardziej intensywne topnienie powierzchni Antarktydy w ostatnich 30 latach miało miejsce w 2005, kiedy obszar lodu o powierzchni zbliżonej do Kalifornii na krótko roztopił się i zamarzł ponownie; mogło to być wynikiem wzrostu temperatury o nawet 5 °C.
Badania opublikowane w „Nature Geoscience” w 2013 stwierdzają, że centrum Antarktydy Zachodniej jest jednym z najszybciej ocieplających się regionów na Ziemi. Autorzy dowodzą, że pełny zapis temperatury ze stacji Byrd „ujawnia liniowy wzrost rocznej temperatury między 1958 a 2010 o 2,4 ± 1,2 °C”.

## Warstwa ozonowa

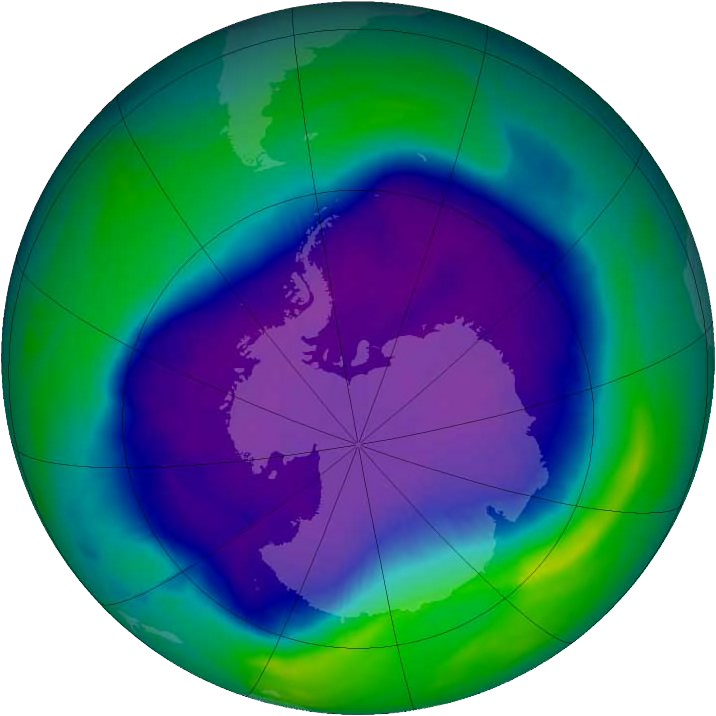
Szczególnie rozległa dziura ozonowa nad Antarktyką, powstała wskutek nagromadzenia freonów w atmosferze (wrzesień 2006)

Każdego roku nad Antarktydą rozrasta się duży obszar niskiego stężenia ozonu w wysokiej atmosferze (ozonosferze), określany jako „dziura ozonowa”. Największe rozmiary osiąga we wrześniu, utrzymuje się od sierpnia po grudzień. Obszar ten w niektórych latach obejmuje praktycznie cały kontynent, sięgając południowego krańca Ameryki Południowej; największe rozmiary osiągnął we wrześniu 2008, w tym roku również najdłużej utrzymał tak duże rozmiary – aż do końca grudnia. Dziura ozonowa została wykryta przez naukowców z British Antarctic Survey w 1985; pojawia się co roku i przez lata obserwacji wykazywała generalną tendencję do zwiększania rozmiarów. Dziurę ozonową wiąże się z emisją freonów do atmosfery, które pod wpływem słonecznego ultrafioletu uwalniają chlor, reagujący z ozonem.
Niektóre badania naukowe sugerują, że ubytek ozonu może mieć dominującą rolę w zmianach klimatycznych w Antarktyce (i w większym obszarze półkuli południowej). Ozon pochłania duże ilości promieniowania ultrafioletowego w stratosferze, ogrzewając ją. Ubytek powłoki ozonowej nad Antarktydą może spowodować ochłodzenie w stratosferze o około 6 °C. W wyniku tego zjawiska silniejsze stają się zachodnie prądy strumieniowe ograniczające wir polarny, co ogranicza odpływ zimnego powietrza z okolic bieguna południowego. Niższe temperatury sprzyjają powstawaniu polarnych chmur stratosferycznych, w których zachodzą reakcje dalej niszczące ozon. Temperatury nad lądolodem Antarktydy Wschodniej spadają, a obszary wybrzeża, zwłaszcza Półwyspu Antarktycznego, podlegają działaniu wyższych temperatur, co przyspiesza topnienie. Modele sugerują, że efekt ubytku ozonu / wzmocnienia wiru polarnego ma również wpływ na wzrost ilości lodu morskiego blisko brzegów kontynentu.
Dzięki znacznemu ograniczeniu produkcji i emisji freonów przez protokół montrealski, w 2019 roku Program Środowiskowy Organizacji Narodów Zjednoczonych ogłosił, że warstwa ozonowa powinna się odnowić do lat 2030.